# Studebaker

Logotipo de Studebaker (1917)

Studebaker era una empresa estadounidense fabricante de automóviles (originalmente de carruajes) con sede en South Bend (Indiana), con un edificio en el 1600 de Broadway, Times Square, Midtown Manhattan, Nueva York. Fundada en 1852 e institucionalizada en 1868 como Studebaker Brothers Manufacturing Company, la empresa era originalmente un carrocero que fabricaba carretas, calesas, carruajes y arneses.
La compañía se introdujo en el negocio automotriz en 1902 con vehículos eléctricos y en 1904 con vehículos de motor de gasolina, todos vendidos bajo el nombre de "Studebaker Automobile Company". Hasta 1911, su división automotriz operó en sociedad con la Garford Company de Elyria (Ohio), y después de 1909 con la E-M-F Company y con la Flanders Automobile Company. Los primeros automóviles de gasolina fabricados íntegramente por Studebaker se comercializaron en agosto de 1912.: 231  Durante los siguientes 50 años, la empresa se ganó una merecida reputación de calidad, durabilidad y fiabilidad.
Después de que una fusión fallida de 1954 con Packard (origen de la Studebaker-Packard Corporation) no resolviera los problemas crónicos de flujo de efectivo durante la posguerra, el nombre de 'Studebaker Corporation' se recuperó en 1962, pero la planta de South Bend cesó la producción de automóviles el 20 de diciembre de 1963, y el último automóvil Studebaker rodó de la línea de montaje de Hamilton (Ontario), Canadá, en el día de San Patricio (el 17 de marzo) de 1966. Studebaker continuó como fabricante independiente antes de fusionarse con Wagner Electric en mayo de 1967 y luego con Worthington Corporation en noviembre de 1967 para formar Studebaker-Worthington.

## Historia

### Antepasados alemanes

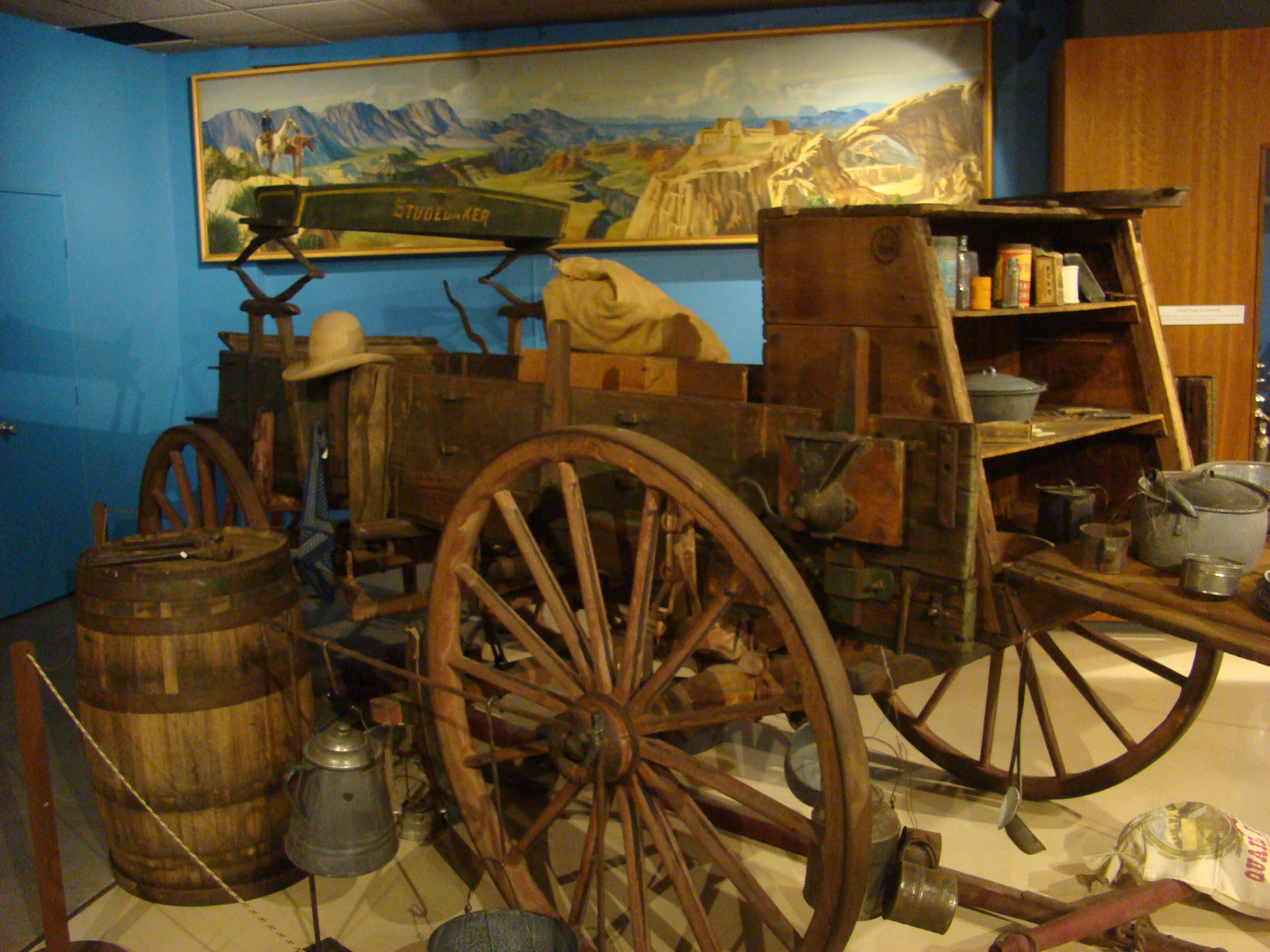
Carro Studebaker de alrededor de 1865 (Museo de Historia de Arizona, Tucson)

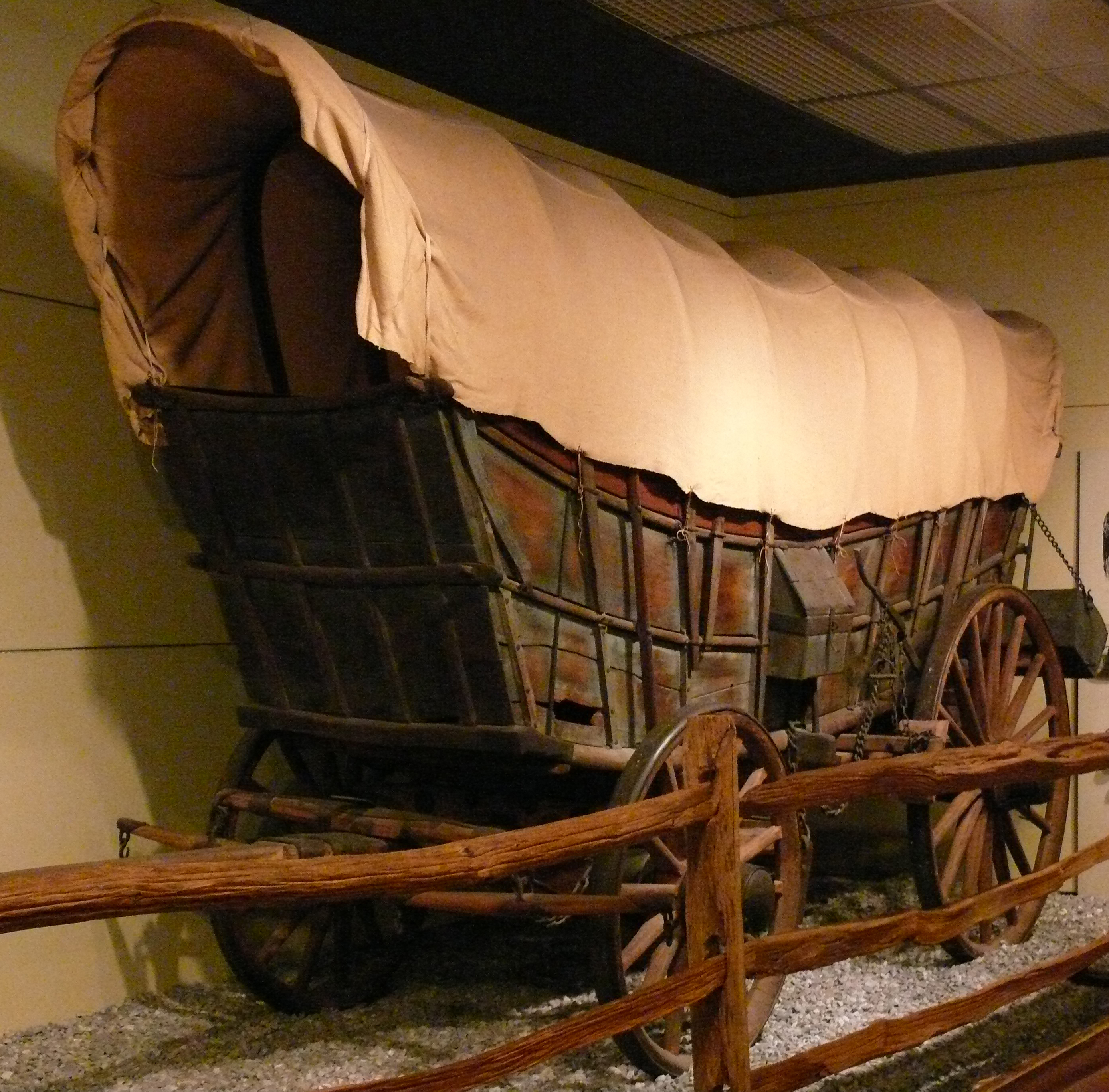
Clásica carreta del tipo Conestoga

Los antepasados de la familia Studebaker llegaron a Estados Unidos por el puerto de Filadelfia el 1 de septiembre de 1736, en el barco Harle procedente de Rótterdam, Países Bajos, como se muestra en los manuscritos originales ahora en la Biblioteca Estatal de Pensilvania en Harrisburg. Entre las personas desembarcadas figuraban Peter Studebaker y su esposa Anna Margetha Studebaker; Clement Studebaker (hermano de Peter) y su esposa, Anna Catherina Studebaker; y Heinrich Studebaker (primo de Peter).
Una fuente fundamental para conocer los orígenes de la compañía es el libro "Historia de Studebaker Corporation". Compilado en 1918 por Albert Russel Erskin, presidente de la Studebaker Corporation, incluye el informe anual de 1918, "Escrito para información de los 3,000 accionistas de Studebaker Corporation, los 12,000 distribuidores de sus productos que viven en todo el mundo, sus 15,000 empleados y sus innumerables amigos". El libro fue verificado por abogados, contables y todos los miembros de la junta; y parte de su contenido tenía el carácter de un documento legal. En el texto se indica con precisión que Peter Studebaker era un "fabricante de carruajes, cuyo comercio más tarde se convirtió en la base de la fortuna familiar y de la corporación que ahora lleva su nombre".
"La lista de impuestos del condado de York, Pensilvania, en 1798-1799, mostró que entre las personas sujetas a impuestos se encontraban Peter Studebaker Sr. y Peter Studebaker Jr., fabricantes de carretas, cuyo comercio más tarde se convirtió en la base de la fortuna familiar y de la corporación que ahora lleva su nombre."
"John Studebaker, padre de los cinco hermanos [que comenzaron Studebaker Corporation], era hijo de Peter Studebaker". John Clement Studebaker (hijo de Clement Studebaker y Sarah Rensel) nació el 8 de febrero de 1799 en Westmorland (Pensilvania), y murió en 1877 en South Bend, St. Joseph (Indiana). John Studebaker (1799-1877) se mudó a Ohio en 1835 con su esposa Rebecca (de soltera Mohler) (1802-1887).

### Los cinco hermanos

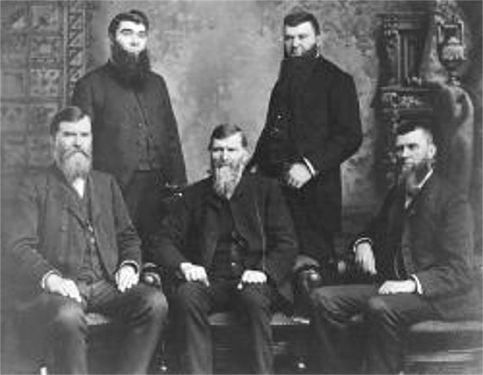
Los cinco hermanos Studebaker, fundadores de Studebaker Corporation: de izquierda a derecha, (de pie) Peter y Jacob; (sentados) Clem, Henry y John M.

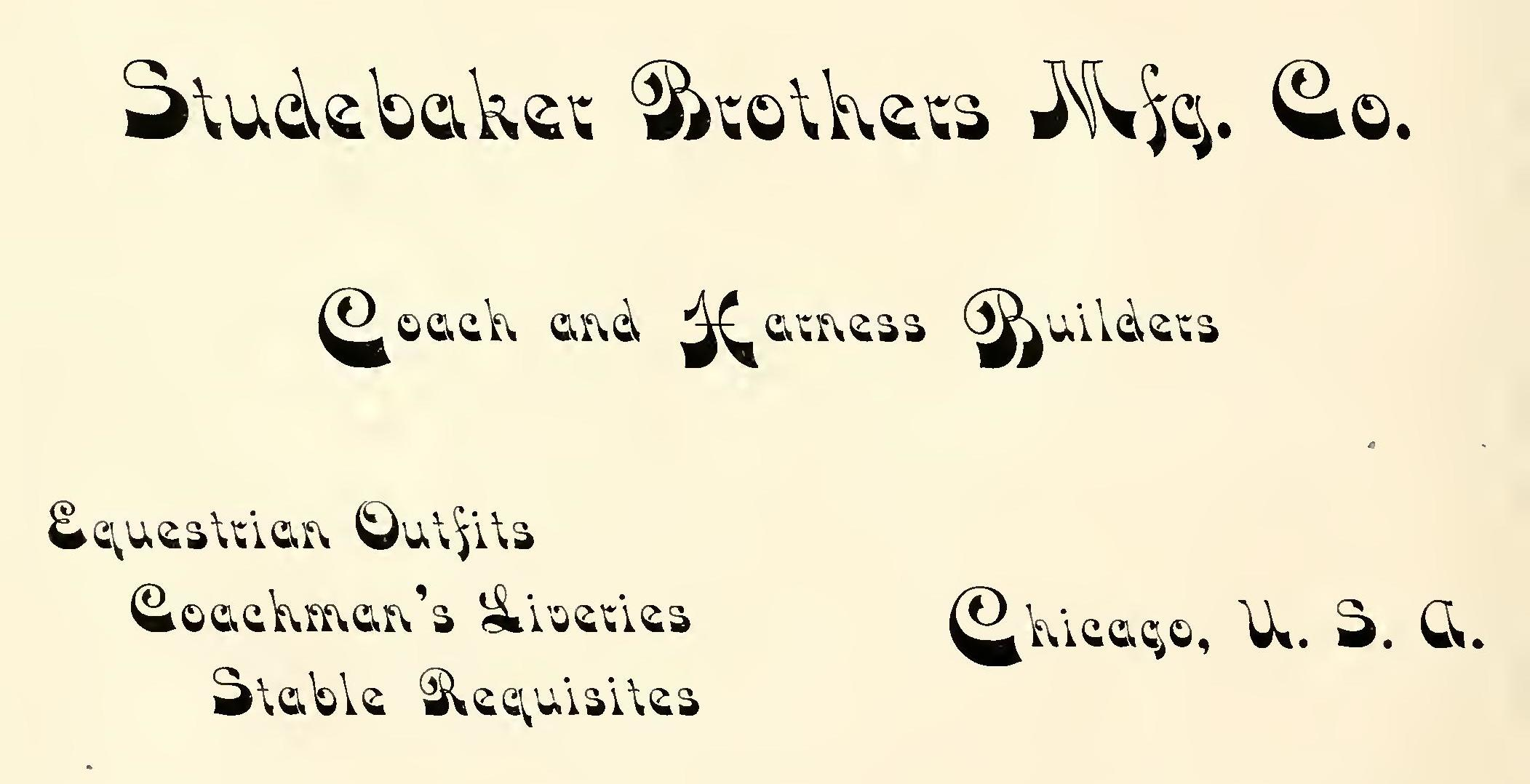
Anuncio de Studebaker Brothers Mfg. Co. (1894)

Los cinco hijos fueron, por orden de nacimiento: Henry (1826-1895), Clement (1831-1901), John Mohler (1833-1917), Peter Everst (1836-1897) y Jacob Franklin (1844-1887). Los hermanos tenían otras cinco hermanas. Las fotografías de los hermanos y sus padres se reproducen en la historia de la empresa de 1918, que fue escrita por Erskine después de convertirse en presidente, en memoria de John M.,: 5  cuyo retrato aparece en la portada.

### Empresa familiar colonial delsigloXVIII
En 1740 Peter Studebaker Sr, maestro del Gremio de Cuchilleros Alemanes, construyó su casa (que sigue en pie en Hagerstown (Maryland), y es una muestra de la avanzada tecnología utilizada para la época) en una propiedad conocida como "Bakers Lookout", así como la primera fábrica de carros Studebaker que estaba situada junto a la casa. Allí comenzó a forjar y templar acero y a secar madera, y también construyó el primer molino y un camino para las carretas que atravesaba su propiedad. Poseía terrenos a ambos lados del arroyo de Conococheague Creek, sobre el que construyó un puente en 1747. En su fábrica produjo todas las herramientas necesarias para iniciar su actividad, además de los utensilios que aprendió a fabricar en Solingen (Alemania) y, naturalmente, los carros. "Bakers Lookout", la concesión de 100 acres (40,5 ha) de tierra original de 1740 en Hagerstown (Maryland), fue el primero de los terrenos adquiridos en propiedad por Peter Studebaker, llegando a comprar más adelante una superficie de unos 1500 acres (607 ha) en lo que ahora se conoce como el estado de Maryland.
La carretera que había construido en 1747 a través de sus propiedades, conocida como la "Broadfording Wagon Road", transportaba mucho tráfico hasta la fábrica de carros de "Bakers Lookout" y sus instalaciones de forja. El Hito Histórico de Maryland (Trust WA-I-306) señalaba en 2001 que esta carretera era "Una de las primeras vías del condado de Washington, y la «Broadfording (Wagon) Road» ya existía en 1747".
Aunque la vida de Peter Studebaker en las colonias fue corta, menos de 18 años, el negocio familiar floreció a través de sus descendientes, que expandieron sus vastas propiedades aumentando el negocio y su industriosa actividad regional de fabricación de carros. El plan de negocios de la familia Studebaker consistía en comprar repetidamente grandes superficies de terreno, en las que construían granjas con molinos e instalaciones para la fabricación de carros y para su venta, cada una idéntica a la original de "Bakers Lookout". En estas enormes extensiones se podían encontrar los recursos necesarios para fabricar los carros (como madera, mineral de hierro o esquisto bituminoso). Eran tierras seleccionadas con arroyos, manantiales o ríos con capacidad para impulsar sus fábricas, molinos y equipos de energía hidráulica. La expansión del negocio familiar realizada por Peter a través de la tecnología de sus famosos diseños de las carretas Conestoga y Prairie Schooner se convirtió en un importante medio que contribuyó a la expansión de la industria del transporte en las colonias. Thomas E. Bonsall, escribió que "Mucho más que la historia de una empresa familiar; es también, a pequeña escala, la historia del desarrollo industrial de los Estados Unidos". Peter Studebaker murió a mediados de la década de 1750.

#### Final de la época de los carros
John M. Studebaker siempre había considerado el automóvil como un complemento de la carreta tirada por caballos, y señaló que el gasto de mantener un automóvil podría quedar fuera del alcance de los recursos de un pequeño agricultor. En 1918, cuando se publicó la historia de la empresa de Erskine, la capacidad anual de las siete plantas de Studebaker era de 100,000 automóviles, 75,000 vehículos tirados por caballos y alrededor de 10 millones de dólares en repuestos para automóviles y otros vehículos (202 566 372 $ en 2023).: 85  En los siete años anteriores, se vendieron 466,962 vehículos tirados por caballos, frente a 277,035 automóviles,: 87  pero la tendencia era demasiado clara. La fabricación regular de vehículos tirados por caballos terminó cuando Erskine ordenó la eliminación de la última fábrica de carros en 1919.: 90  A su gama de automóviles, Studebaker ahora agregaría una línea de camionetas para reemplazar a los carros tirados por caballos. Autobuses, vehículos de bomberos e incluso pequeñas locomotoras para vías de ancho reducido se produjeron utilizando los mismos potentes motores de seis cilindros.

### Automóviles Studebaker 1897-1966

#### Inicios

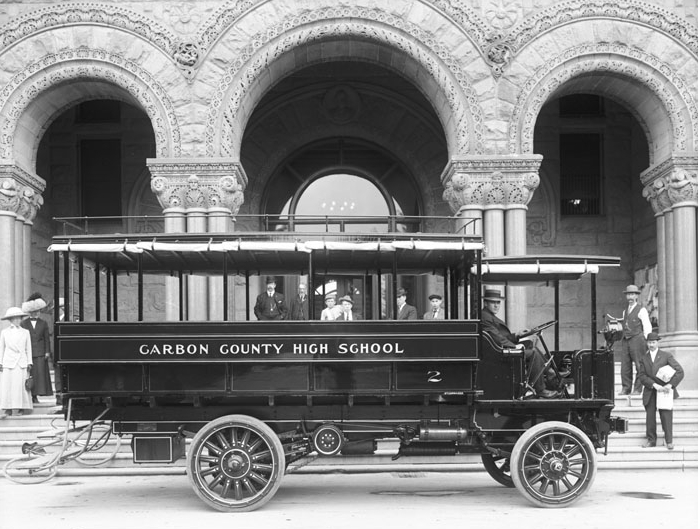
Autobús Studebaker de 1912

En 1895, el yerno de John M. Studebaker - Fred Fish - instó al desarrollo de "un carruaje práctico sin caballos". Cuando, tras la muerte de Peter Studebaker Jr, Fish fue elegido presidente del comité ejecutivo en 1897, la empresa ya tenía a un ingeniero trabajando en un vehículo motorizado.: 66  Al principio, Studebaker optó por la propulsión eléctrica (alimentada por baterías) en lugar de gasolina. Mientras fabricaba sus propios vehículos Studebaker Electric entre 1902 y 1911, la empresa suscribió acuerdos de fabricación y distribución de carrocerías con dos productores de vehículos a gasolina, Garford de Elyria (Ohio) y Everitt-Metzger-Flanders (E-M-F) Company de Detroit y de Walkerville (Ontario). Studebaker comenzó a fabricar automóviles con motor de gasolina en sociedad con Garford en 1904.

#### Fundación de la marca Studebaker en 1911

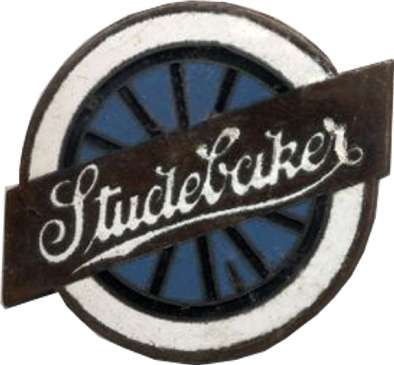
"Rueda giratoria" (1912 y 1934)

En 1910 se decidió refinanciar y fundar la empresa como Studebaker Corporation, proceso que se concluyó el 14 de febrero de 1911 bajo las leyes de Nueva Jersey.: p.63  La financiación estuvo a cargo de Lehman Brothers y de Goldman Sachs, que incorporaron representantes en la junta, incluido Henry Goldman, cuya contribución fue especialmente apreciada.: 76  La empresa dejó de fabricar vehículos eléctricos ese mismo año.: 71 
Después de hacerse cargo de las instalaciones de E-M-F en Detroit, Studebaker buscó remediar las quejas de insatisfacción de los clientes, pagando a numerosos mecánicos para que visitaran a cada propietario descontento y reemplazaran los componentes defectuosos en sus vehículos, con un costo total de 1 millón de dólares (15 209 302 $ en 2023). El peor problema fueron los fallos del eje trasero. Hendry comenta que las pruebas frenéticas dieron como resultado el objetivo de Studebaker de diseñar 'para toda la vida' y la consiguiente aparición de "una serie de coches realmente resistentes... los famosos Big Six y Special Six" cotizados en $2,350 dólares (35 742 $ en 2023): 231  A partir de ese momento, la marca Studebaker se colocó en todos los nuevos automóviles producidos en las antiguas instalaciones de E-M-F como garantía de que los vehículos estaban bien construidos.
En 1913, la empresa vivió la primera gran huelga laboral en la industria automotriz, conocida como la «huelga en Studebaker de 1913».

#### Avances de ingeniería durante la Primera Guerra Mundial
La corporación se benefició de enormes pedidos enviados por cable por el gobierno británico al estallar la Primera Guerra Mundial. Incluían 3,000 vagones de transporte, 20,000 juegos de arneses de artillería, 60,000 monturas de artillería y ambulancias, así como cientos de automóviles comprados a través de la oficina de Londres. Se recibieron encargos similares de los gobiernos de Francia y Rusia.: 79 
Los modelos de seis cilindros de 1913 fueron los primeros automóviles en emplear el importante avance de la fundición del motor monobloque, que se asoció con el impulso económico de la producción durante los años de la guerra. En ese momento, un ingeniero graduado universitario de 28 años, Fred M. Zeder, fue nombrado ingeniero jefe. Fue el primero de un trío de brillantes técnicos, con Owen R. Skelton y Carl Breer, que lanzaron los exitosos modelos de 1918, y fueron conocidos como "Los Tres Mosqueteros".: 234  Salieron en 1920 para formar una consultoría, para luego convertirse en el núcleo de la Ingeniería de Chrysler. El ingeniero jefe que los sustituyó fue Guy P. Henry, quien introdujo el acero al molibdeno,: 236  un diseño de embrague mejorado, e instauró la política de solo motores de seis cilindros favorecida por el nuevo presidente Albert Russel Erskine, quien fue el sucesor de Fred Fish, en julio de 1915.: 234 

#### Primer campo de pruebas de automóviles
En 1925, el distribuidor y comerciante más exitoso de la corporación, Paul G. Hoffman, llegó a South Bend como vicepresidente encargado de las ventas. En 1926, Studebaker se convirtió en el primer fabricante de automóviles de los Estados Unidos en abrir una pista de pruebas al aire libre bajo su control, en la que en 1937 se plantarían 5,000 pinos formando un patrón que deletreaba la palabra "STUDEBAKER" visto desde el aire. También en 1926, la última planta de Detroit se trasladó a South Bend bajo el control de Harold S Vance, vicepresidente a cargo de producción e ingeniería. 
Ese año, se lanzó en París un nuevo automóvil pequeño, el Erskine Six, lo que resultó en la venta de 26,000 unidades en el extranjero y muchas más en Estados Unidos.: 91  En 1929, la lista de ventas se había ampliado a 50 modelos y el negocio era tan bueno que el 90 % de las ganancias se pagaba como dividendos a los accionistas en un entorno altamente competitivo. Sin embargo, el final de ese año marcó el comienzo de la Gran Depresión, lo que originó numerosos despidos y desempleo nacional masivo durante varios años.

#### Instalaciones en la década de 1920-29
|  |

El área total de la planta de Studebaker en Indiana era de 225 acres (91,1 ha). Estaba distribuida en tres ubicaciones, con edificios que ocupaban 7 500 000 pies cuadrados (700 000 m²) de superficie. La capacidad de producción anual era de 180.000 automóviles, lo que requería 23.000 empleados.: 237 
La planta original de vehículos de South Bend continuó utilizándose para fabricar pequeñas piezas forjadas, resortes y para producir algunas partes de la carrocería. Se agregaron edificios separados por un total de más de 1 000 000 pies cuadrados (90 000 m²) en 1922-1923 para los modelos Light, Special y Big Six. En un instante cualquiera, la fábrica contaba con 5200 carrocerías procesándose. La Planta 2 de South Bend fabricaba chasis para los Light Six y tenía una fundición de 575 000 ft² (53 419,2 m²), que producía 600 toneladas de piezas fundidas al día.: 236 
La planta 3 en Detroit fabricó chasis completos para los modelos Special y Big Six en más de 750 000 ft² (69 677,3 m²) de superficie y estaba ubicada entre Clark Avenue y Scotten Avenue, al sur de Fort Street. La planta 5 era el almacén de repuestos y las instalaciones de envío, además de las oficinas ejecutivas de varios departamentos técnicos.: 236  Las instalaciones de Detroit se trasladaron a South Bend en 1926,: 91  excepto que la Piquette Avenue Plant (Planta 10) se retuvo para ensamblar el modelo Erskine (1927-1929) y el Rockne (1931–1933).
La planta 7 estaba en Walkerville, Ontario, Canadá, donde se ensamblaban automóviles completos a partir de componentes enviados desde las fábricas de South Bend y Detroit o fabricados localmente en Canadá, y está muy cerca de la actual fábrica de motores de Ford Windsor. Las líneas de producción se diseñaron para el Canadá (volante a la izquierda) y para el Imperio británico (volante a la derecha). Al ubicar la fábrica allí, Studebaker podía anunciar los coches como "fabricados en Gran Bretaña" y poder así obtener impuestos reducidos.: 237  Esta planta de fabricación había sido adquirida de E-M-F en 1910. Para 1929, había sido objeto de una inversión de 1,25 millones de dólares y proporcionaba empleo para sustentar a 500 familias.

#### Impacto de la depresión de la década de 1930-1939

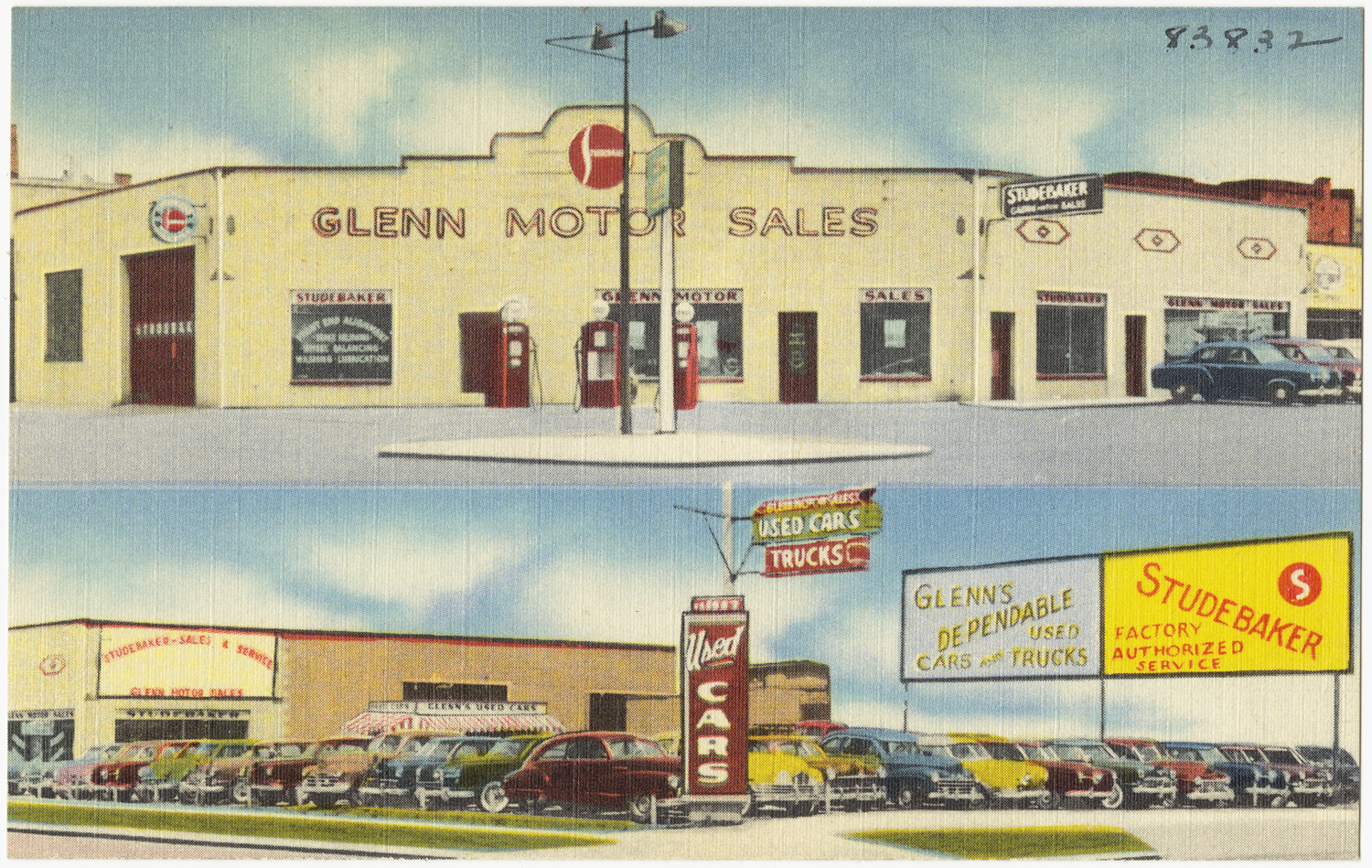
Concesionario de Studebaker, 600 Saginaw St., Bay City, Míchigan, alrededor de 1950-1952

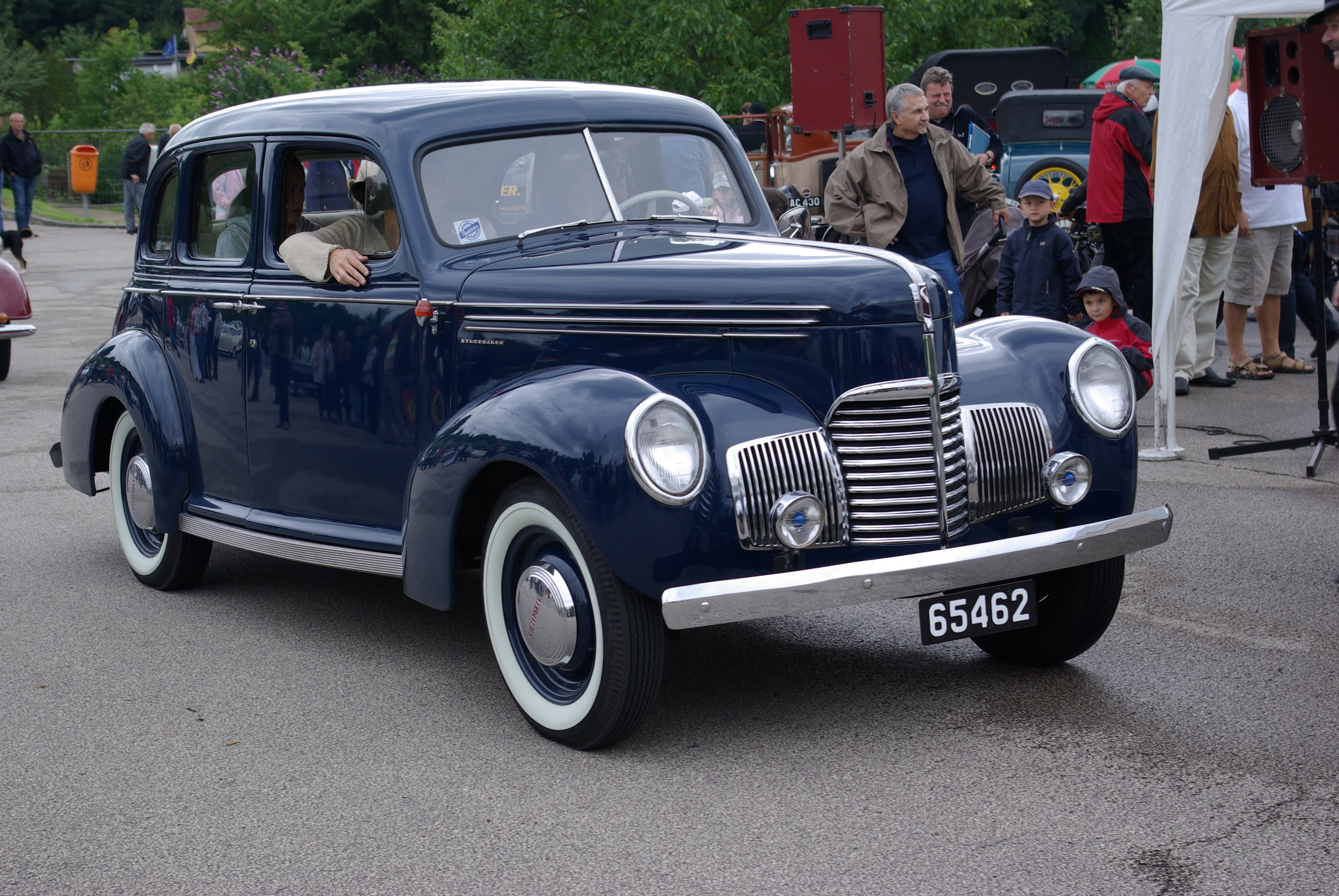
Studebaker Champion de 1939

Pocos industriales estaban preparados para el Crash de Wall Street de octubre de 1929. Aunque la producción y las ventas de Studebaker habían estado aumentando, el mercado colapsó y se hicieron planes para producir un automóvil nuevo, pequeño y de bajo costo: el Rockne. Sin embargo, los tiempos eran demasiado malos para vender incluso coches baratos. Al año siguiente, la empresa tuvo que tomar medidas como la reducción de salarios y el despido de trabajadores. Erskine mantuvo la fe en el Rockne e hizo precipitadamente que los directores declararan enormes dividendos en 1930 y 1931. También adquirió el 95 % de las acciones de la White Motor Company a un precio inflado y en efectivo. Para 1933, a los bancos se le debían 6 millones de dólares (141 223 650 $ en 2023), aunque los activos circulantes superaban esa cifra. El 18 de marzo de 1933, Studebaker entró en suspensión de pagos. Erskine fue expulsado de la presidencia en favor de gerentes más conscientes de los costos. Albert R. Erskine se suicidó el 1 de julio de 1933, dejando a sus sucesores Harold Vance y Paul Hoffman a cargo de los problemas.: 96–98 
En diciembre de 1933, la empresa volvió a obtener beneficios con un capital de 5,75 millones de dólares y 224 nuevos distribuidores de la marca Studebaker, mientras que se canceló la compra de White.: 99  Con la ayuda sustancial de Lehman Brothers, el 9 de marzo de 1935 se logró la refinanciación y una reorganización completa. Se puso en los tableros de dibujo un nuevo automóvil bajo la dirección del ingeniero jefe Delmar "Barney" Roos: el Champion. Su estilo final fue diseñado por Virgil Exner y Raymond Loewy. Con este modelo presentado en 1939 se consiguió duplicar las ventas del año anterior.: 109 

#### Segunda Guerra Mundial
Desde la década de 1920 hasta la de 1930, la compañía de South Bend había creado muchos hitos de estilo e ingeniería, incluidos los modelos Light Four, Light Six, Special Six, Big Six, el Commander y el President que habían batido diversos récords de ventas, seguidos por el Champion de 1939. Durante la Segunda Guerra Mundial Studebaker produjo el camión Studebaker US6 en grandes cantidades y el vehículo oruga M29 Weasel. Studebaker ocupó el puesto 28 entre las corporaciones estadounidenses en el valor de los contratos de producción en tiempos de guerra. Una planta de ensamblaje en California, Studebaker Pacific Corporation, construyó ensamblajes de motores y góndolas para los bombarderos Boeing B-17 Flying Fortress y Lockheed Ventura.
Después del cese de las hostilidades, Studebaker volvió a construir automóviles.

#### Estilo posterior a la Segunda Guerra Mundial

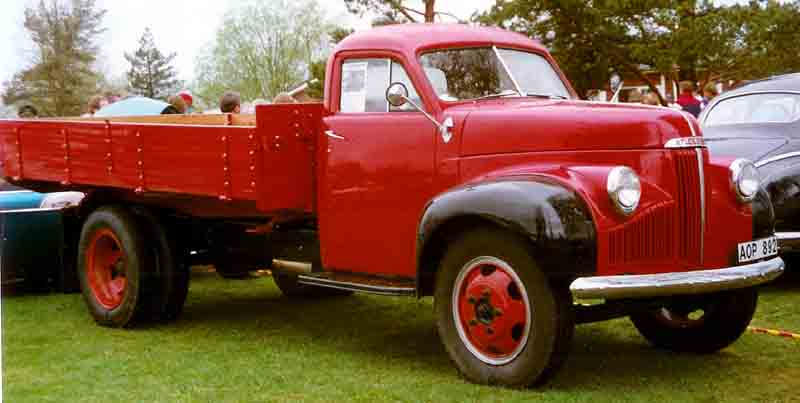
Camión Studebaker M16 52A de 1948

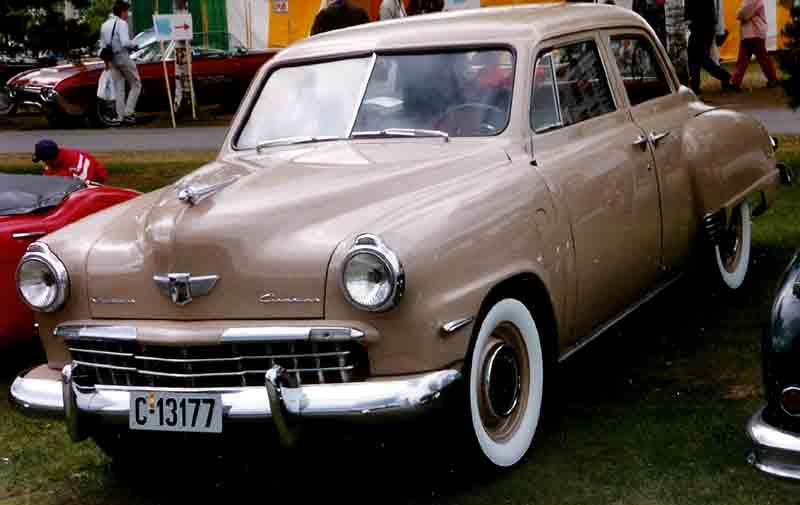
Studebaker Champion cuatro puertas sedán de 1949

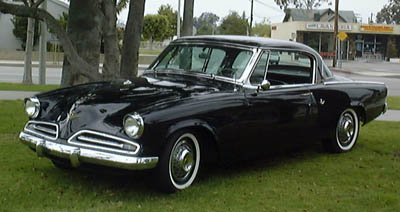
Studebaker Commander Starliner de 1953, mostrando el diseño aerodinámico de los Studebaker de la década de 1950

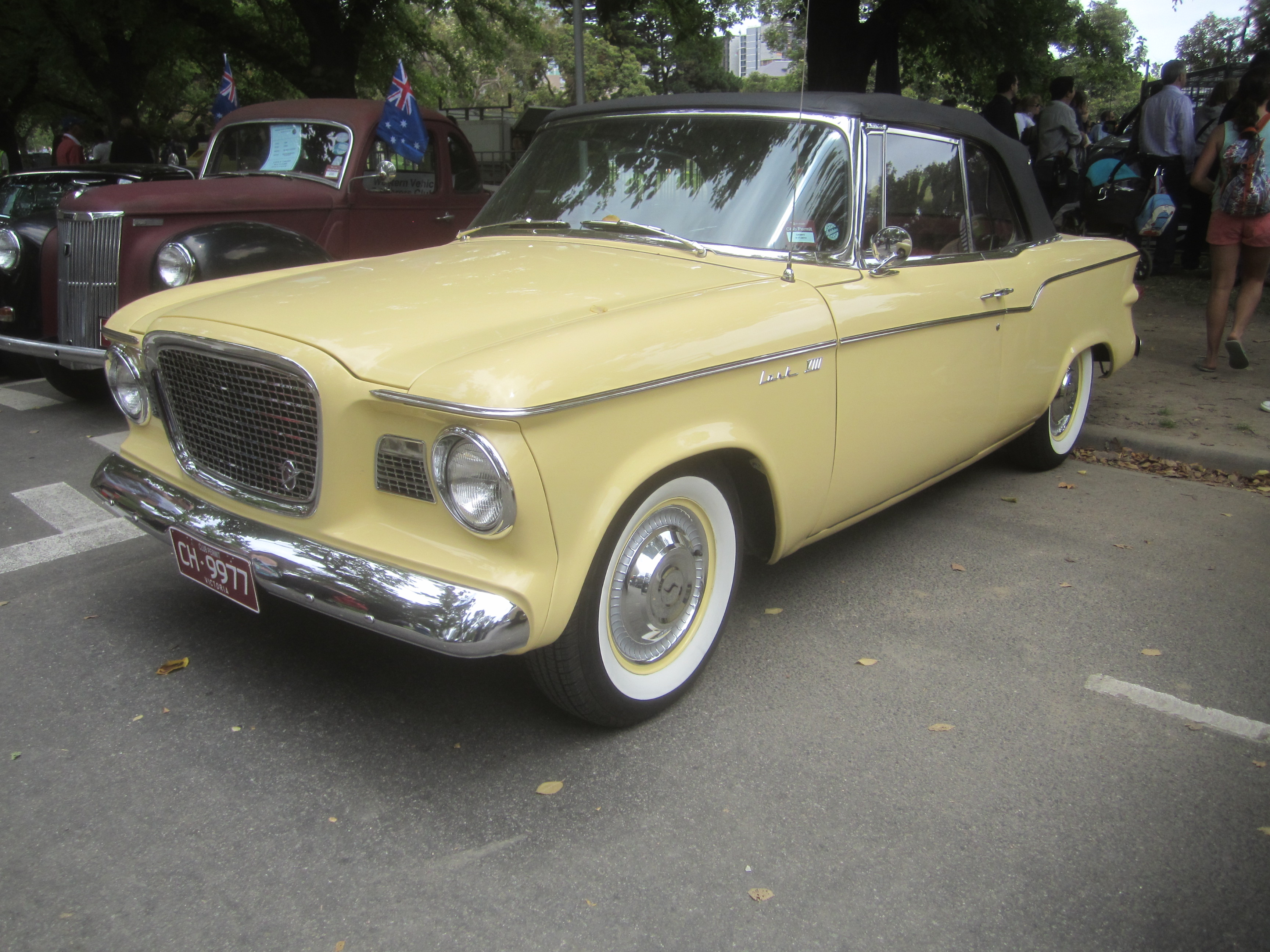
Studebaker Lark VIII Deluxe Convertible de 1960

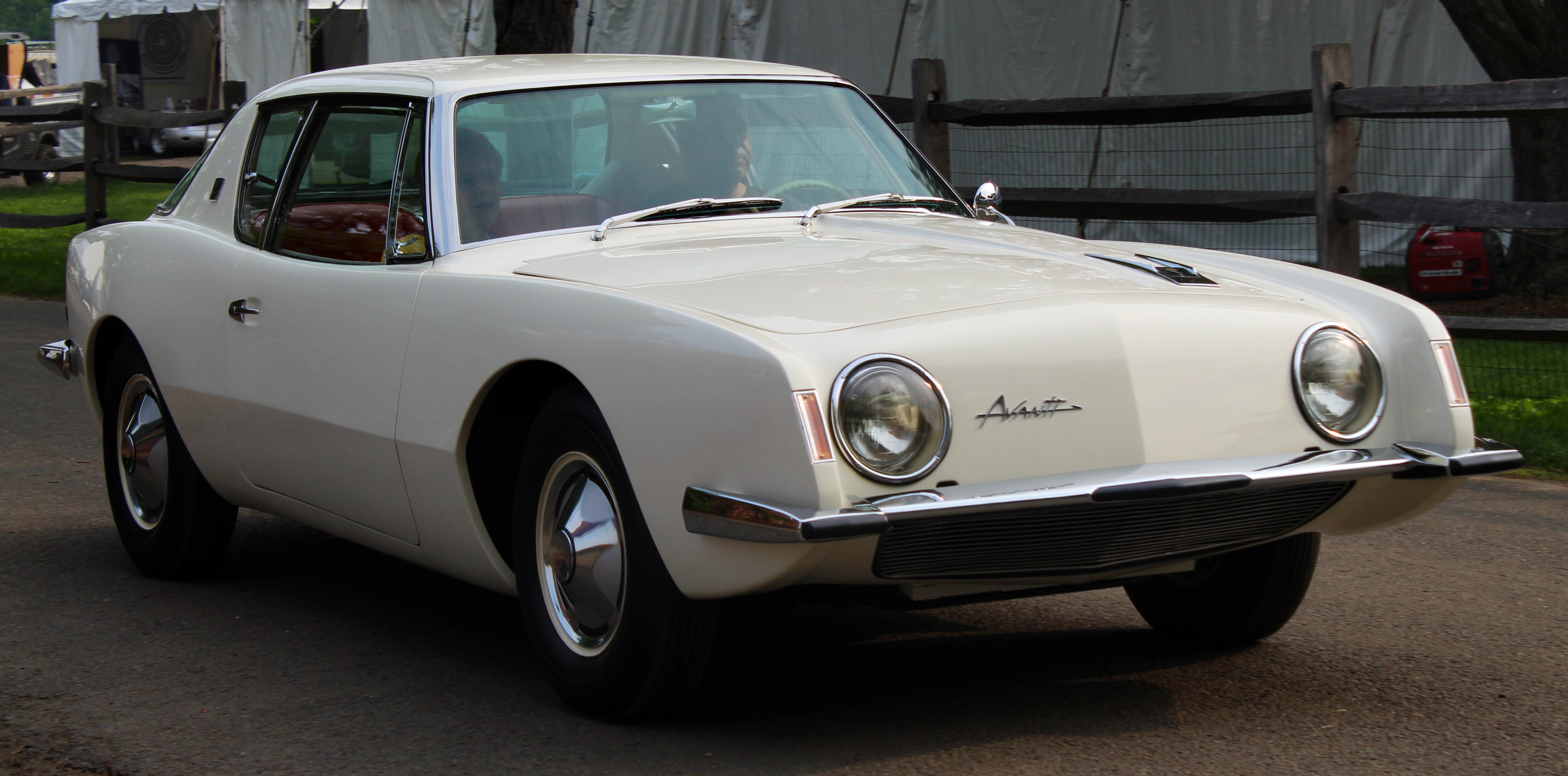
Studebaker Avanti de 1963

Studebaker se preparó con mucha anticipación para el mercado de posguerra anticipado y lanzó el lema "Primero, con mucho, con un automóvil de posguerra". Esta premisa publicitaria fue corroborada por los diseños de Virgil Exner, en particular el cupé Studebaker Starlight de 1947, que introdujo características de estilo innovadoras que influyeron en los coches posteriores, incluido el "maletero" con la parte trasera plana en lugar del aspecto cónico de la época, y una ventana trasera envolvente. Para 1950 y 1951, el Champion y el Commander adoptaron una apariencia propia de los conceptos de Exner, que se aplicaron al cupé Studebaker Starlight de 1950. El nuevo diseño del maletero provocó una broma corriente según la que se decía que "uno no puede saber si el automóvil va o viene", y parecía estar influido por la apariencia del caza Lockheed P-38 Lightning, particularmente por su fuselaje acortado con una carlinga envolvente. Durante la guerra, la fábrica de Studebaker en Chippewa fue la ubicación principal de los motores de aviones utilizados en los aviones Boeing B-17 Flying Fortress, y el departamento de publicidad intentó evocar una referencia a su contribución al esfuerzo bélico.

#### Crisis provocada por la guerra de precios
El sólido equipo de administración de posguerra de Studebaker, incluidos el presidente Paul G. Hoffman y Roy Cole (vicepresidente de ingeniería), se fue de la empresa en 1949,: 252  siendo reemplazado por ejecutivos más cautelosos que no lograron afrontar el desafío competitivo presentado por Henry Ford II y su motivado equipo de jóvenes directivos procedente en su mayoría del ejército del aire, conocidos como los Whiz Kids. Se registraron fuertes descuentos como resultado de la guerra de precios entre Ford y General Motors, que comenzó con el aumento masivo de la producción de Ford en la primavera de 1953 como parte del programa de expansión de posguerra destinado a restaurar a la compañía en la posición del fabricante de automóviles más grande, posición que GM había ocupado desde 1931. Este desafío no podía ser superado por los fabricantes de automóviles independientes en solitario, para los que la única esperanza era una fusión entre Studebaker, Packard, Hudson y Nash con el fin de crear un cuarto gran conglomerado automovilístico por detrás de Chrysler. La formación de esta alianza ya había sido intentada sin éxito por George W. Mason, presidente de Nash. En este esquema, la posible unión tenía la desventaja de que las instalaciones de las cuatro compañías estaban repartidas entre tres estados: Studebaker en South Bend (Indiana), Hudson y Packard en Detroit (Míchigan), y Nash en Kenosha (Wisconsin), lo que dificultaría su integración. Además, los costos laborales de Studebaker eran los más altos de la industria.: 254 

##### Fusión con Packard
El aumento de los costos laborales (la empresa nunca había tenido una huelga oficial del Sindicato de Trabajadores del Automóvil, y sus empleados jubilados se encontraban entre los mejor pagados de la industria), los problemas de control de calidad y la guerra de ventas entre Ford y General Motors a principios de la década de 1950 causó estragos en el balance general de Studebaker.: 254–55  Los gerentes financieros profesionales enfatizaron las ganancias a corto plazo, en lugar de adoptar una visión más realista a largo plazo. El impulso fue suficiente para continuar durante otros 10 años, pero la dura competencia y el recorte de precios por parte de los Tres Grandes fabricantes de Detroit condenaron a la empresa.
A partir de 1950, Studebaker entró en un proceso de rápido declive, y en 1954 estaba perdiendo dinero. Negoció una adquisición estratégica por parte de Packard, un fabricante de coches más pequeño pero con menos problemas financieros. Sin embargo, la posición real de Studebaker era peor de lo que había hecho creer a Packard, y en 1956, la compañía (rebautizada como Studebaker-Packard Corporation y bajo la dirección del director ejecutivo James J. Nance) estaba casi en quiebra, aunque continuó fabricando y comercializando automóviles Studebaker y Packard hasta 1958.: 254  El nombre de "Packard" se mantuvo hasta 1962, cuando la compañía fue rebautizada de nuevo simplemente como "Studebaker Corporation".

##### Contrato con Curtiss-Wright
El director ejecutivo Nance firmó un contrato de gestión por tres años con el fabricante de aeronaves Curtiss-Wright en 1956, con el objetivo de mejorar las finanzas aprovechando la experiencia de Studebaker en la construcción de motores de aviones y de camiones militares durante la guerra. El presidente de Curtiss-Wright, Roy T. Hurley, intentó reducir los costos laborales, de manera que bajo su dirección, Studebaker-Packard también vendió la antigua planta de Packard en Detroit, y canceló el contrato de alquiler por el que Chrysler le había cedido la entonces nueva planta de Conner Avenue a Packard (donde la producción de la compañía se había trasladado en 1954, al mismo tiempo que se había equipado para fabricar sus propias carrocerías después de que su suministrador habitual, la Briggs Manufacturing Company, fuera adquirida por Chrysler a finales de 1953). Por entonces, la compañía se convirtió en el importador estadounidense de automóviles alemanes de las marcas Mercedes-Benz, Auto Union y DKW, y muchos concesionarios de Studebaker también vendieron coches de estas marcas. Curtiss-Wright obtuvo del uso de plantas de automóviles inactivas una serie de desgravaciones fiscales sobre las ganancias en su negocio de fabricación de aviones, mientras que Studebaker-Packard recibió una inyección de capital circulante para intentar continuar con la producción de sus automóviles.

##### Últimos vehículos producidos

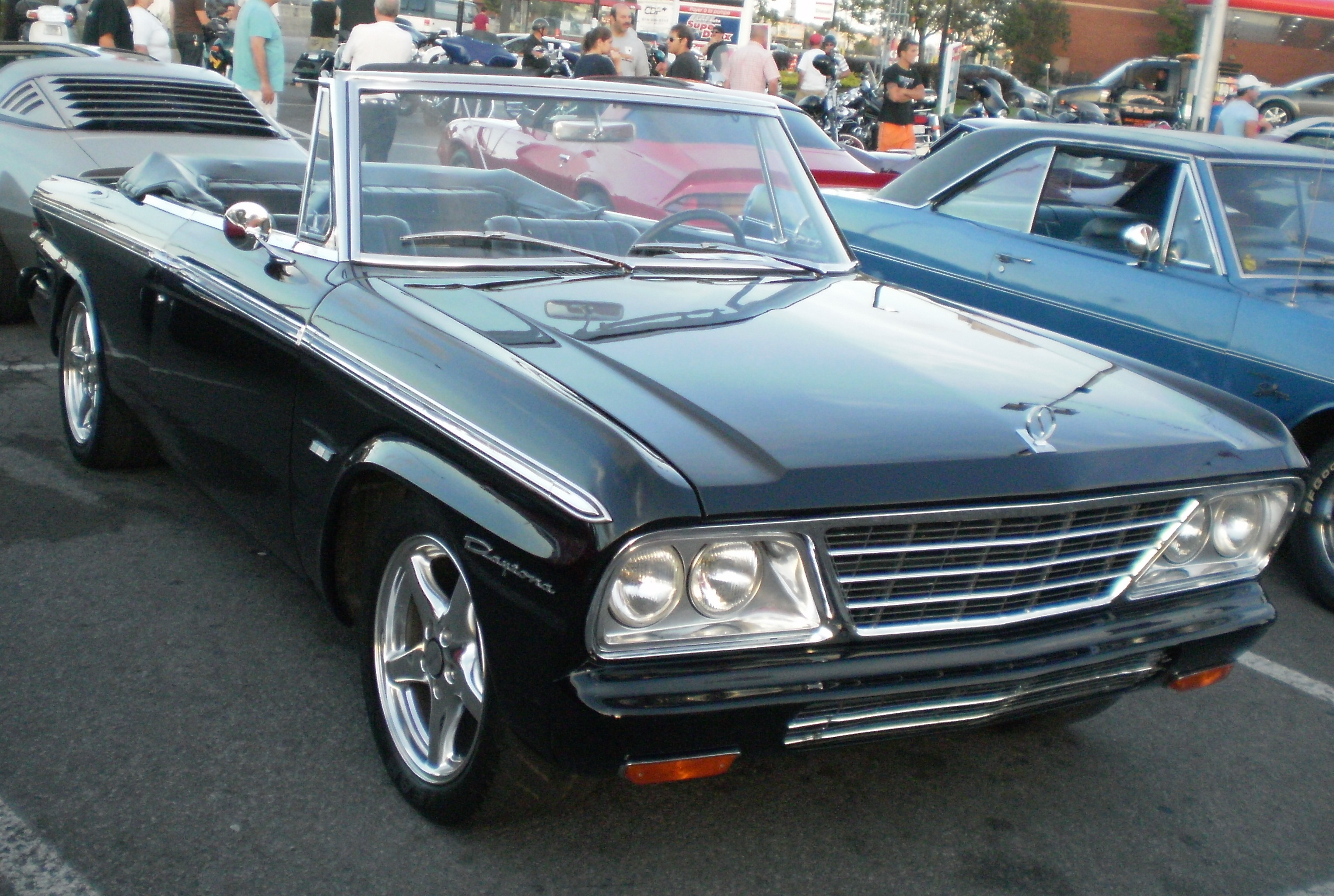
Studebaker Daytona convertible

Los automóviles que llegaron después de que comenzó el proceso de diversificación, incluidos el rediseñado automóvil compacto Lark (1959) y el deportivo Avanti (1962), se basaron en diseños de chasis y motores antiguos. El Lark en particular, se basó en componentes existentes hasta el punto de que incluso usó la sección central de la carrocería de los modelos de la compañía de 1953 a 1958, pero fue un diseño lo suficientemente inteligente como para ser popular en su primer año, vendiendo más de 130.000 unidades y obteniendo 28,6 millones de dólares en ganancias para la compañía (NaN $ en 2023). "La empresa pasó de vender 56.920 unidades en 1958 a 153.844 en 1959".
Sin embargo, las ventas del Lark comenzaron a caer precipitadamente después de que los tres grandes fabricantes introdujeran sus propios modelos compactos en 1960, y la situación se volvió crítica una vez que debutaron los llamados "compactos para personas maduras" en 1961. El Lark había proporcionado un respiro temporal a Studebaker, pero nada resultó suficiente para detener la hemorragia financiera.
Se produjo una huelga laboral en la planta de South Bend que comenzó el 1 de enero de 1962 y duró 38 días. La huelga llegó a su fin después de que se llegara a un acuerdo entre el presidente de la empresa Sherwood H. Egbert y el presidente del Sindicato de Trabajadores del Automóvil, Walter P. Reuther. A pesar de un aumento de las ventas en 1962, los continuos informes de los medios de comunicación de que Studebaker estaba a punto de dejar el negocio del automóvil se convirtieron en una profecía autocumplida, ya que los compradores se alejaron de los productos de la empresa por temor a quedarse con un coche "huérfano", sin garantía ni piezas de repuesto. Incluso el reportero de la NBC Chet Huntley realizó un reportaje de televisión titulado "Studebaker - Fight for Survival" (Studebaker - Lucha por la Supervivencia) que se emitió el 18 de mayo de 1962. En 1963, los automóviles y camiones de la compañía ya eran muy difíciles de vender.

#### Salida del negocio de automóviles

##### Cierre de la planta de South Bend en 1963
Después de unas ventas iniciales insuficientes de los modelos de 1964 y de la destitución del presidente Sherwood Egbert, el 9 de diciembre de 1963, la empresa anunció el cierre de la planta de South Bend. Los últimos coches de los modelos Lark y Hawk se ensamblaron el 20 de diciembre y el último Avanti salió de la cadena de producción el 26 de diciembre. Para cumplir con los contratos gubernamentales, la producción de camiones militares y los Zip Van para el Servicio Postal de los Estados Unidos continuó hasta principios de 1964. 
La fundición de motores permaneció abierta hasta que el acuerdo sindical expiró en mayo de 1964. El suministro de motores producidos en la primera mitad de 1964 apoyó el ensamblaje de los Zip Van hasta que se cumplió el contrato con el Gobierno, y la producción de automóviles en la planta canadiense se mantuvo hasta el final del año modelo de 1964. El nombre del modelo Avanti, el utillaje de producción y el espacio de la planta se vendieron a Leo Newman y Nate Altman, un concesionario de South Bend Studebaker-Packard desde hacía mucho tiempo. Revivieron el automóvil en 1965 bajo la marca "Avanti II" (véase el artículo Avanti). Asimismo, compraron los derechos y las herramientas para producir los camiones de Studebaker, junto con el amplio inventario de repuestos y accesorios de la empresa. Algunas camionetas Champ modelo '1965' se construyeron en América del Sur utilizando kits y piezas completamente desarmados. Estos vehículos usaban una parrilla diferente a la de cualquiera de los modelos anteriores.
El cierre de la planta de South Bend afectó particularmente a la comunidad, ya que Studebaker era el mayor empleador del Condado de Saint Joseph (Indiana). Casi una cuarta parte de la fuerza laboral de South Bend era afroamericana.

##### Cierre de la planta de Hamilton en 1966

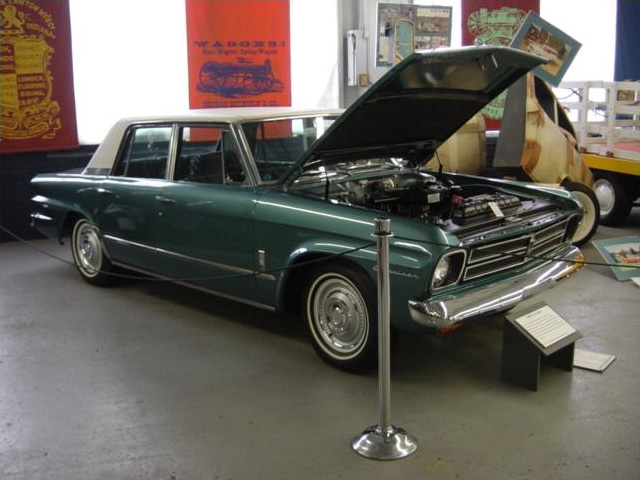
Un sedán Cruiser de cuatro puertas de 1966, el último fabricado por Studebaker

La producción limitada de automóviles se consolidó en la última planta de producción restante de la compañía en Hamilton, Ontario, que siempre había sido rentable y donde Studebaker produjo automóviles hasta marzo de 1966 bajo la dirección de Gordon Grundy. Se proyectó que la planta canadiense podría alcanzar el punto de equilibrio financiero con la producción de aproximadamente 20,000 automóviles al año, y el objetivo anunciado de Studebaker era producir entre 30,000 y 40,000 unidades de los modelos de 1965. Si bien la producción de 1965 estuvo apenas por debajo de la cifra de 20,000, los directores de la empresa pensaron que las pequeñas ganancias no eran suficientes para justificar que se mantuviera la inversión. 
Rechazando la solicitud de fondos de Grundy para equipar los modelos de 1967, Studebaker abandonó el negocio del automóvil el 17 de marzo de 1966, después de un anuncio efectuado el 4 de marzo. Un sedán Cruiser turquesa y blanco fue el último de los menos de 9,000 coches fabricados en 1966 (de los cuales 2,045 se fabricaron en el año de 1966). En realidad, el traslado a Canadá había sido una táctica mediante la que la producción podía reducirse lentamente y cumplir así las obligaciones restantes de la franquicia del distribuidor. Los automóviles Studebaker de 1965 y 1966 usaban motores "McKinnon" de General Motors Canada Limited, que se basaban en los motores V8 de 283 plg³ (4,6 L) y en los de seis cilindros de 230 plg³ (3,8 L), ambos de origen Chevrolet, cuando los motores fabricados por Studebaker ya no estuvieron disponibles.
El cierre afectó negativamente no solo a los 700 empleados de la planta, que habían desarrollado un sentido de compañerismo en torno a los beneficios de la plantilla, como fiestas de empleados y excursiones de un día, sino también a la ciudad de Hamilton en su conjunto; Studebaker había sido el décimo empleador más grande de Hamilton.

##### Potenciales vínculos con Nissan y Toyota
En 1965, la gerencia de Studebaker envió a Gordon Grundy (directivo de Studebaker Canadá) a Japón, con el fin de que viera la posibilidad de establecer vínculos con algún fabricante local para que pudiera vender sus vehículos en Estados Unidos bajo la marca Studebaker. Mientras Grundy negociaba con Nissan la posibilidad de importar el modelo Nissan Cedric de segunda generación, la junta de Studebaker se enteró de la existencia del Toyota Century, que no se presentaría hasta noviembre de 1967. El abogado que representaba a la junta directiva, el entonces exvicepresidente de los Estados Unidos Richard Nixon, le pidió a Grundy que también se pusiera en contacto con Toyota. Desafortunadamente, Toyota se sintió insultada cuando supo que era la segunda opción de Studebaker, y cuando Nissan se enteró de que Grundy también había estado hablando con los ejecutivos de Toyota, dio a su vez por terminadas las negociaciones, dejando a Grundy con las manos vacías.

##### Red comercial y otros activos
Muchos de los concesionarios de Studebaker cerraron, adquirieron líneas de productos de otros fabricantes de automóviles o se convirtieron en concesionarios Mercedes-Benz tras el cierre de la planta canadiense. La División de Productos Generales de Studebaker, que fabricaba vehículos para cumplir con los contratos de defensa, fue adquirida por Henry John Kaiser, que fabricaba vehículos militares y postales en South Bend. En 1970, American Motors Corporation (AMC) compró la división, que todavía existe hoy como la fábrica de transportes pesados AM General.
La arboleda con 5.000 pinos plantada en la pista de pruebas en 1937, deletreando el nombre de "STUDEBAKER", sigue en pie y ha demostrado ser un tema popular en sitios de imagen satelital como Google Earth. La zona de la pista de pruebas fue adquirida por Bendix en 1966 y Bosch en 1996. Después de que Bosch cerró su factoría de South Bend en 2011, se conservó una parte del campo de pruebas, que en 2013 se restauró para su uso con el nombre de "Instalaciones de Pruebas New Carlisle".
Durante muchos años persistió el rumor de la existencia de un cementerio de vehículos Studebaker. Más tarde se confirmó que el rumor era cierto cuando se descubrieron los restos de muchos prototipos de automóviles y algunos camiones en un lugar remoto y muy boscoso delimitado por el óvalo de alta velocidad del campo de pruebas. La mayoría de los prototipos han sido consumidos por la corrosión en contacto directo con el suelo y la exposición total a la intemperie y a la caída de árboles. Los intentos de rescatar alguna de estas carrocerías oxidadas dieron como resultado que se desmoronaran por su propio peso a medida que se movían, por lo que ahora solo existen en fotografías.
Sin embargo, hubo algunas excepciones notables, y se pudieron rescatar algunos de los prototipos. El único ejemplo de una camioneta Champion con costados de madera de 1947 que nunca llegó a ser producida fue restaurada y está en exhibición en el Studebaker National Museum.
Otro prototipo inicialmente programado para su eliminación en el campo de pruebas escapó al destino de los demás. A fines de 1952, Studebaker produjo un Commander convertible de 1953 como estudio de ingeniería para determinar si el modelo podría producirse en masa de manera rentable. El automóvil se basó en el cupé de techo rígido de 2 puertas de 1953. El automóvil se modificó más tarde según las especificaciones del modelo de 1954 y los ingenieros lo conducían ocasionalmente por South Bend. Pero en seguida se vio que se necesitaban refuerzos estructurales adicionales para reducir la flexión de la carrocería. A pesar de que el coche estaba equipado con el motor V-8 de 232 plg³ (3,8 L), el peso estructural agregado aumentó el tiempo de aceleración del automóvil de 0 a 60 mph a un nivel inaceptable. Además, la empresa no disponía de los recursos financieros necesarios para agregar otro tipo de carrocería a la línea de modelos. Los directivos de la compañía pensó erróneamente que los sedanes de 2 puertas, los sedanes de 4 puertas y el familiar Conestoga de 1954 se venderían mejor que los cupés de 2 puertas, por lo que los recursos de la compañía se concentraron en la producción de los sedanes y el familiar. Cuando ya no se necesitaba el prototipo descapotable, el ingeniero E. T. Reynolds ordenó que se desmantelara el automóvil y que se enviara la carrocería al cementerio secreto en el campo de pruebas. Un empleado que no era de ingeniería solicitó permiso para comprar el automóvil completo, en lugar de verlo pudrirse con los otros prototipos. El ingeniero jefe Gene Hardig discutió la solicitud con E. T. Reynolds. Acordaron dejar que el empleado comprara el automóvil con la condición de que nunca lo vendiera. En la década de 1970, el automóvil fue redescubierto detrás de una estación de servicio de South Bend y ya no era propiedad del ex empleado. Después de pasar finalmente por varios propietarios, el automóvil ahora se encuentra en una colección privada de automóviles Studebaker.
En mayo de 1967, Studebaker y sus unidades diversificadas se fusionaron con Wagner Electric. En noviembre de 1967, Studebaker se fusionó con  Worthington Corporation para formar  Studebaker-Worthington. El nombre Studebaker desapareció de la escena empresarial estadounidense en 1979, cuando la compañía McGraw-Edison adquirió Studebaker-Worthington, a excepción de la todavía existente Studebaker Leasing, con sede en Jericho, Nueva York. McGraw-Edison fue comprada en 1985 por Cooper Industries, que a su vez vendió sus divisiones de componentes de automoción a Federal-Mogul algunos años después. Como se detalló anteriormente, algunos vehículos fueron ensamblados a partir de piezas sobrantes e identificados como Studebaker por los compradores de la marca Avanti y del material restante de Studebaker en South Bend.

##### Kaiser Jeep

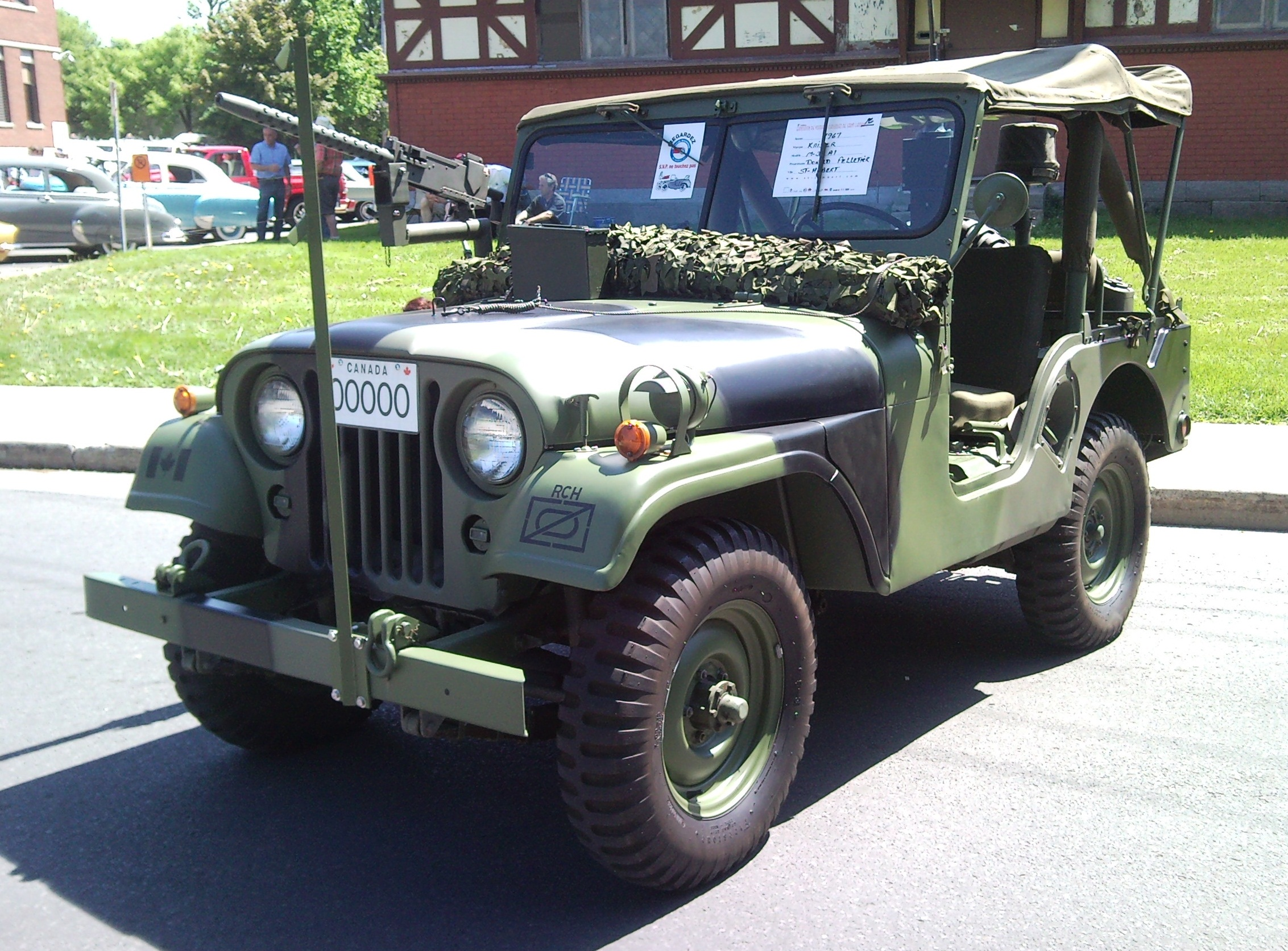
Algunos Willys M38A1 (entre otros vehículos de Kaiser-Jeep) se ensamblaron en las instalaciones de Studebaker después del cierre de la empresa

En 1967 Kaiser Jeep compró la factoría de Studebaker en South Bend (Indiana) y comenzó a producir varios modelos, como el Jeep Wagoneer y el Jeep CJ. Posteriormente, Jeep, al igual que la factoría, pasaron a ser propiedad del grupo Stellantis, que continuó produciendo algunos modelos de Jeep allí.
Aunque las fábricas fueron adquiridas en 1967, todavía mantuvieron el nombre de "Studebaker" hasta 1969. Algunos camiones AM General (como el M809 y el M939) también se produjeron en la planta hasta 1985, cuando las fábricas se centraron por completo en la producción de jeeps.

### Actividades diversificadas
Al inicio de la década de 1960 Studebaker había comenzado a diversificarse, alejándose de los automóviles. Se compraron numerosas empresas, lo que llevó a la compañía a campos tan diversos como la fabricación de clavos para neumáticos de invierno y componentes de misiles.
El informe anual de la empresa de 1963 enumeraba las siguientes divisiones:
- Clarke: División de máquinas para solados, Muskegon
- CTL: División de Tecnología Espacial/Misiles, Cincinnati
- Franklin: División de electrodomésticos, Mineápolis (oficina central; otras ubicaciones también en Minnesota, Iowa y Ontario). Fabricó electrodomésticos de cocina y lavandería para los principales minoristas hasta que se vendió a White Consolidated Industries.[60]
- Gravely Tractor: División de Tractores, Dunbar (Virginia Occidental) y Albany (Georgia)
- Internacional: South Bend, Indiana (asuntos comerciales manejados para todas las divisiones que hacen negocios en el extranjero)
- Onan: División de motores/generadores, Mineápolis
- Paxton Automotive: Sobrealimentadores para automóviles
- STP: División de Compuestos Químicos, Des Plaines y Santa Mónica (California). Producción de aditivos para motores de automóviles
- Schaefer: división de refrigeración comercial, Mineápolis y Aberdeen (Maryland)
- Studebaker de Canadá: Fabricación de automóviles, Hamilton (Ontario)
- SASCO: Studebaker Automotive Sales Corp., South Bend (Indiana).
- Studegrip: División de clavos para neumáticos de invierno, South Bend (Indiana), Jefferson (Iowa) y Mineápolis
- Trans International Airlines: Fundada por Kirk Kerkorian

Habiendo construido el motor aeronáutico radial Wright R-1820 bajo licencia durante la Segunda Guerra Mundial, Studebaker también intentó construir lo que quizás habría sido el motor de pistón de avión más grande jamás construido. Con 24 cilindros en una configuración en "H", un diámetro interior de 8 plg (203 mm) y una carrera de 7,75 plg (197 mm), el desplazamiento habría sido de 9349 pulgadas cúbicas (153,2 L), de ahí la designación H-9350. El motor no llegó a completarse.

## Anuncios
|  |  |  |  |

## Fábricas de Studebaker

### South Bend, Indiana

#### Ubicación en el centro
Dirección: 635 S. Lafayette Blvd., South Bend, IN
- Fabricación de carretas tipo "Conestoga", carruajes tirados por caballos, coches eléctricos, automóviles

Clement y Henry Studebaker Jr., se convirtieron en herreros y fundidores en South Bend (Indiana), en febrero de 1852.: 229  Primero fabricaron piezas de metal para carros de carga y luego se expandieron a la fabricación de carros completos. En ese momento, John M. estaba produciendo carretillas en Placerville (California). El emplazamiento de su negocio es el Monumento Histórico de California #142 en 543 Main St, Placerville.
La primera gran expansión en el negocio de South Bend de Henry y Clem provino de estar en el lugar adecuado para poder satisfacer las necesidades generadas por la fiebre del oro de California, que comenzó en 1849. Gracias a su empresa de carretillas en Placerville, John M. había acumulado 8.000 dólares (292 992 $ en 2023). En abril de 1858 liquidó su negocio, y con el dinero obtenido se trasladó a Indiana para financiar la fábrica de H & C Studebaker, que ya estaba en auge debido a un pedido para construir carretas para el ejército de los EE. UU. En 1857, también habían construido su primer carruaje: "Elegante, con adornos de hierro trabajados a mano, el tipo de cochecito de cortejo en el que cualquier chico o chica estaría orgulloso de ser visto".: 24 
Fue entonces cuando John M. compró la parte del negocio de Henry, un miembro de la familia profundamente religioso que tenía reparos en construir equipos para el ejército. Los Studebaker eran miembros de la "Iglesia de los Hermanos Dunkard", una rama de los baptistas alemanes especialmente conservadora, una religión que consideraba la guerra como un pecado. La historia oficial de la compañía de Longstreet simplemente dice: "Henry estaba cansado del negocio. Quería dedicarse a cultivar la tierra. Los riesgos de expandirse no eran para él".: 26  Continuó la expansión de la fabricación de carros para permitir la masiva emigración hacia el oeste de los Estados Unidos, así como para la agricultura y el transporte en general. Durante el apogeo de la migración hacia el oeste, Studebaker llegó a fabricar la mitad de los carros empleados en las caravanas de colonos. En total, produjeron alrededor de una cuarta parte de todas las carretas empleadas en los Estados Unidos, y fabricaron los accesorios metálicos para otros constructores en Misuri durante otro cuarto de siglo.
El cuarto hermano, Peter E, dirigía un exitoso almacén general en Goshen (Indiana), que se amplió en 1860 para incluir un punto de distribución de carros.: 28  Un gran avance en el negocio provino del suministro de carretas para el Ejército de la Unión durante la Guerra Civil (1861–1865). Para 1868, las ventas anuales habían alcanzado los 350.000 dólares (11 868 889 $ en 2023).: 229  Ese año, los tres hermanos mayores formaron Studebaker Brothers Manufacturing Company, con una junta formada por Clem (presidente), Peter (secretario) y John M. (tesorero).: 38  En ese momento, la fábrica tenía un ramal de conexión con el Ferrocarril de Lake Shore y, con el Union Pacific terminado, la mayoría de las carretas pasaron a ser enviadas por ferrocarril o barcos de vapor.

##### La nave de fabricación de vehículos más grande del mundo

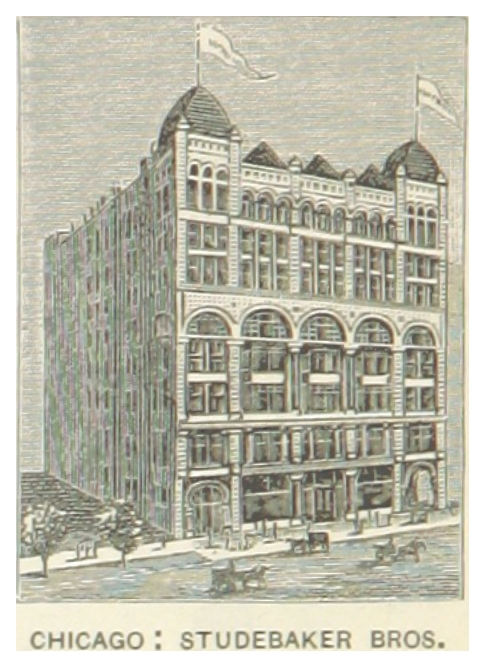
Edificio Studebaker, Chicago

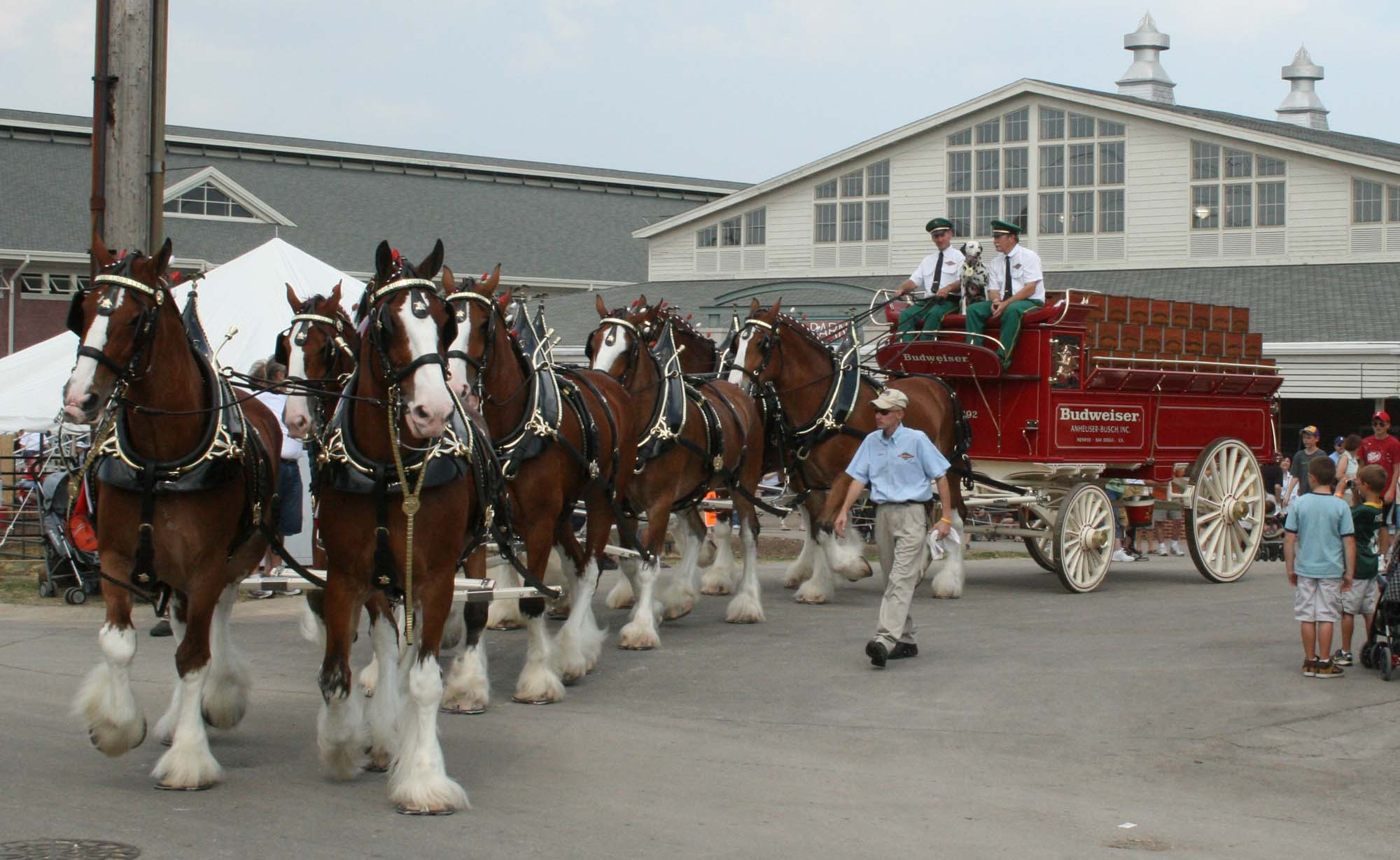
Carro Studebaker arrastrado por ocho caballos Clydesdale de Budweiser en Wisconsin, 2009

En 1875, el hermano menor, Jacob, de 30 años, se incorporó a la empresa para hacerse cargo de la fábrica de carruajes, produciendo sulkies y landaus de cinco ventanillas. Tras un gran incendio en 1874, que destruyó dos tercios de toda la fábrica, las naves se  reconstruyeron en ladrillo macizo, cubriendo 20 acres (80 937,2 m²) y ahora eran "La nave de fabricación de vehículos más grande del mundo".: 43  Los clientes podían elegir entre distintos modelos Studebaker: sulkies, broughams, clarences, faetones, runabouts, victorias y tándems. Por 20.000 dólares, se podía obtener un carruaje cuatro en mano para hasta una docena de pasajeros, con ruedas rojas, luces doradas y adornos amarillos.
En la década de 1880, las carreteras comenzaron a pavimentarse con alquitrán, grava y bloques de madera. En 1884, cuando los tiempos eran difíciles, Jacob abrió un negocio de servicio y venta de carruajes en el nuevo y vistoso Edificio Studebaker en la avenida Míchigan de Chicago. Se decía que las dos columnas de granito en la entrada principal, de 3 pies 8 pulgadas (1,1 m) de diámetro y 12 pies 10 pulgadas (3,9 m) de alto, eran los fustes monolíticos pulidos más grandes de los Estados Unidos. Tres años después, Jacob murió, siendo el primer hermano en fallecer.
En 1889, el Presidente Harrison entrante encargó un juego completo de carruajes y arneses Studebaker para la Casa Blanca. A medida que se acercaba el siglo XX, la planta de South Bend "cubría casi 100 acres (40,5 ha) con 20 grandes calderas, 16 dínamos, 16 grandes motores estacionarios, 1000 poleas, 600 máquinas para trabajar la madera y el hierro, 7 millas (11,3 km) de correas, docenas de bombas de vapor y 500 lámparas de arco e incandescentes proyectando luz blanca sobre todo el conjunto".: 54  La depresión económica mundial de 1893 provocó una pausa dramática en las ventas y la planta cerró durante cinco semanas, pero las relaciones con los trabajadores eran buenas y la fuerza laboral organizada demostró su confianza en su empleador. Studebaker terminaría el siglo XIX como la fábrica de carros más grande del mundo, y en 1900, con alrededor de 3000 trabajadores, la planta de South Bend producía más de 100.000 vehículos tirados por caballos de todo tipo al año.
Los carros tirados por los caballos clydesdales de Budweiser son carruajes Studebaker modificados para transportar cerveza, originalmente fabricados alrededor de 1900.

##### Permanencia de la familia en la empresa
Los cinco hermanos murieron entre 1887 y 1917 (John Mohler fue el último en morir). Sus hijos y yernos permanecieron activos en la administración de la compañía, sobre todo el abogado Fred Fish después de su matrimonio con la hija de John M, Grace, en 1891.  "El coronel George M Studebaker, Clement Studebaker Jr, J M Studebaker Jr y [el hijo de Fred sénior] Frederick Studebaker Fish, realizaron pasantías en diferentes departamentos y ascendieron a importantes puestos en la compañía, con membresía en la junta".: 41  Erskine agregó a la empresa a sus yernos Nelson J Riley, Charles A Carlisle, H D Johnson y William R Innis.

#### Fábrica de Chippewa
Dirección: 701 W Chippewa Ave, South Bend, IN
Debido al esfuerzo de guerra, y a que la capacidad de la instalación del centro estaba dedicada a la producción de camiones Studebaker US6 y M29 Weasel, se decidió construir la fábrica de Chippewa al sur de la ciudad para producir inicialmente motores Wright R-2600 para instalarlos en los aviones North American B-25 Mitchell. La construcción comenzó en enero de 1941 y se completó en junio de 1942. Debido a problemas logísticos, se canceló el pedido inicial y se le pidió a Studebaker que construyera motores de avión Wright R-1820 en su lugar. Se inició la remodelación de la fábrica y en enero de 1944 fue la ubicación exclusiva donde se produjo el motor Wright R-1820 instalado en los bombarderos Boeing B-17 Flying Fortress.
Después de que terminó la guerra, la fábrica estuvo inactiva hasta que comenzó la guerra de Corea, y en 1950 se reanudó la fabricación del camión REO M35. El M54 también se fabricó en este lugar. La propiedad de la fábrica cambió de manos varias veces, pero el M35 y el M54 se mantuvieron en producción hasta que fueron reemplazados por la Familia de Vehículos Tácticos Medianos (FMTV) en 1989.

### Detroit, Míchigan
Direcciones: 4333 W Fort St, Detroit, MI // 461 Piquette Street, Detroit, MI // 6230 John R St, Detroit, MI (E-M-F)
- Fabricación de automóviles

#### E-M-F y Flanders
El acuerdo de Studebaker con la E-M-F Company, suscrito en septiembre de 1908,: 47  era una relación diferente, que John Studebaker esperaba que le diera a la compañía un producto de calidad sin los enredos encontrados en la relación con Garford, pero no fue así. Según los términos del acuerdo, E-M-F fabricaría vehículos y Studebaker los distribuiría exclusivamente a través de sus distribuidores de carruajes.
Los coches de gasolina E-M-F demostraron ser desastrosamente poco fiables, lo que provocó que los bromistas dijeran que E-M-F significaba "Every Morning Fix-it" (Réparalo cada mañana), "Easy Mark's Favourite" y similares.: 231  Los problemas se agravaron por las luchas internas entre los socios principales de E-M-F, Everitt, Flanders y Metzger. Finalmente, a mediados de 1909, Everitt y Metzger se fueron para iniciar una nueva empresa.: 88  Flanders también renunció y se unió a ellos en 1912, pero Metzger Motor Car Co no pudo salvarse del fracaso cambiándole el nombre a Flanders Automobile Company.
El presidente de Studebaker, Fred Fish, había comprado un tercio de las acciones de E-M-F en 1908 y siguió adquiriendo todo el resto que poseía J.P. Morgan & Co. en 1910, adquiriendo las plantas de fabricación de E-M-F en Walkerville (Ontario), Canadá, y al otro lado del río en Detroit. La antigua Planta Ford de Piquette Avenue, ubicada al otro lado de Brush Street de la antigua planta E-M-F en el área de Milwaukee Junction de Detroit, fue comprado a Ford en enero de 1911 para convertirse en la Studebaker Plant 10, utilizada para trabajos de ensamblaje hasta 1933.
Studebaker compró E-M-F para acabar formando Studebaker Canadá.A continuación se realizó la ingeniería de marca de los antiguos modelos: el E-M-F pasó a ser el Studebaker 30, y el Flanders recibió el nombre de Studebaker 20. Las ventas de estos modelos rebautizados continuaron hasta finales de 1912.

### Elyria, Ohio (Studebaker-Garford)
Dirección: 400 Clark St, Elyria, OH
- Fabricación de automóviles

#### Garford

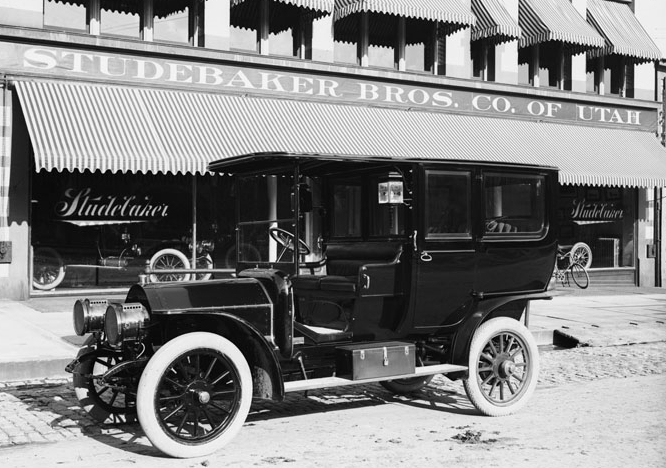
Studebaker-Garford B limusina de 1908

Según el acuerdo con Studebaker, Garford recibiría chasis completos y los trenes motrices de Ohio y luego los combinaría con carrocerías construidas por Studebaker, que se vendían bajo la marca Studebaker-Garford a precios superiores. Los precios indicados para el Modelo G eran de entre 3.700 y 5.000 dólares según el estilo de carrocería utilizado (entre 125 471 $ en 2023 ) y (169 556 $ en 2023). Finalmente, los vehículos con motor construidos por Garford comenzaron a llevar el nombre de Studebaker. Garford también construyó automóviles con su propio nombre y, en 1907, intentó aumentar la producción a expensas de Studebaker. Una vez que los miembros de la familia Studebaker descubrieron las maniobras de su asociado, John Mohler Studebaker hizo cumplir una cláusula de primacía, lo que obligó a Garford a volver a las cuotas de producción programadas. Se tomó la decisión de eliminar el nombre de Garford y el producto final salió de la línea de montaje en 1911, dejando por su cuenta a Garford, hasta que el negocio fue adquirido por John North Willys en 1913.

### Vernon, California
Dirección: 4530 Loma Vista Ave, Vernon, CA
- Ensamblaje de automóviles

En 1938, la compañía construyó una planta de ensamblaje en el 4530 de Loma Vista Avenue en Vernon (California), que permaneció activa hasta 1956. La instalación llegó a alcanzar un promedio de 65 automóviles por día ensamblados a partir de kits desmontados enviados por ferrocarril desde la fábrica en South Bend, Indiana. La fábrica ensambló los modelos Champion, Land Cruiser y Starlight. Durante la guerra, aprovechando que estaba muy cerca de Douglas Aircraft Company y de Lockheed Corporation, la fábrica construyó ensamblajes de motores y góndolas para los bombarderos Boeing B-17 Flying Fortress y Lockheed Ventura.

### Hamilton, Ontario, Canadá
Dirección: 391 Victoria Ave N, Hamilton, EN L8L 5G7
- Fabricación de automóviles

El 18 de agosto de 1948, rodeado por más de 400 empleados y una batería de reporteros, el primer vehículo, un Champion azul de cuatro puertas sedán, salió de la línea de montaje de Studebaker en Hamilton (Ontario). La empresa estaba ubicada en la antigua fábrica de armas del ejército de Otis-Fenson en Burlington Street (Victoria Avenue North), que se construyó en 1941. Habiendo operado anteriormente su planta de ensamblaje para exportación al Imperio británico de Walkerville (Ontario), Studebaker se estableció en Hamilton como su lugar de fabricación canadiense de posguerra debido a la proximidad de la ciudad a las plantas de producción de acero canadienses.
Studebaker fabricó automóviles en Hamilton desde 1948 hasta 1966. Después del cierre de la planta de South Bend (Indiana), Hamilton se convirtió en la única fábrica de automóviles de Studebaker. Studebaker también fabricó coches brevemente en Windsor (Ontario), una instalación activa entre 1912 y 1936.

### Melbourne, Victoria, Australia
Los Studebaker se ensamblaron en Melbourne con el volante a la derecha a partir de kits de montaje fabricados en Hamilton (Ontario, Canadá) a partir de 1960. La primera ubicación fue la planta de la Compañía de Bicicletas y Automóviles de Canadá en el vecindario de Tottenham, que ensambló los sedanes y familiares Studebaker Lark, el Studebaker Champ pickup y el Studebaker Silver Hawk. En 1964, después del cierre de la fábrica de South Bend, Indiana, el ensamblaje australiano se transfirió a la fábrica de Continental & General en West Heidelberg hasta 1968, cuando se construyó el último automóvil. Una vez que la fábrica cerró, se importaron vehículos Renault. Anteriormente, los Studebaker se exportaban a Australia completamente ensamblados a partir de 1948 en cantidades limitadas.
Studebaker tenía una larga historia de venta de productos en Australia, comenzando en la década de 1880 cuando se importaban carretas desde la fábrica de South Bend (Indiana), actividad que se sustituyó con el paso del tiempo por la comercialización de automóviles.

## Legado

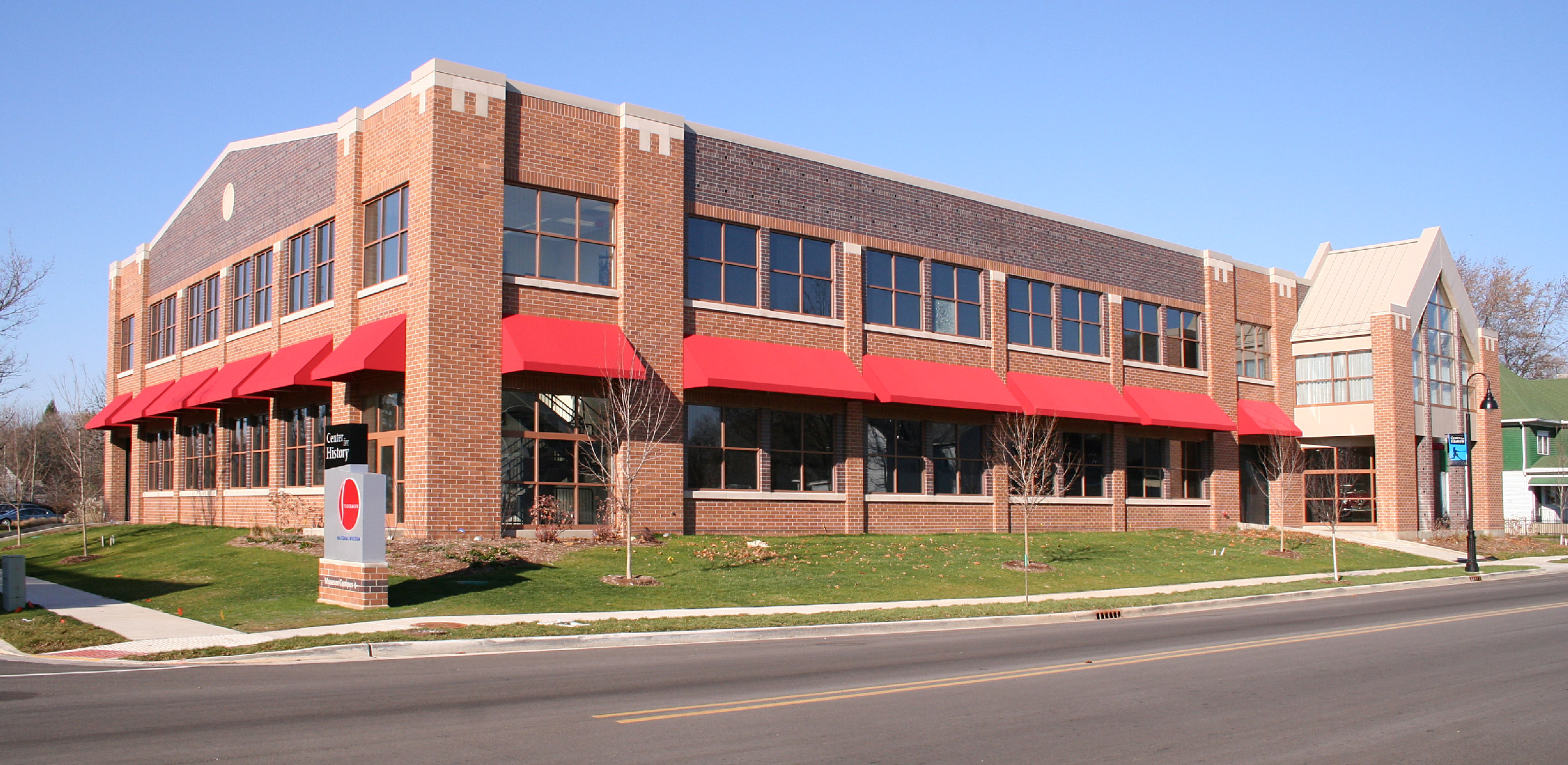
Studebaker National Museum

- El Museo Nacional Studebaker, localizado en South Bend (Indiana), exhibe una gran variedad de automóviles, carros, carruajes y vehículos militares relacionados con la Corporación Studebaker y otros aspectos de la Historia de los Estados Unidos.[77] En Sudamérica, en Chile destaca igualmente el Auto Museum Moncopulli, enfocado principalmente en esta marca de automóviles.

- Si bien Studebaker cerró por completo sus fábricas de automóviles en 1969, la compañía aún dejó un legado entre los coleccionistas de coches clásicos. El camión Studebaker US6 fue la base del legendario camión GAZ-51 que se produjo en la Unión Soviética hasta 1975,[78] casi una década después del cierre de Studebaker, convertido además en la base de camiones GAZ posteriores, como el GAZ-53; los GAZ-3307 y 3309; y el GAZon Next.

- La compañía Spectra Merchandising International, Inc. produce una serie de equipos de audio de estilo "retro" bajo la marca "Studebaker".[79]

## Productos

### Modelos de automóviles Studebaker
- Studebaker Electric (1902-1912)
- Studebaker-Garford (1904-1911)
- Modelos Studebaker Six con motor monobloque (1911-1918)
- Studebaker Light Four (1918-1920)
- Studebaker Big Six (1918-1927)
- Studebaker Special Six (1918-1927)
- Studebaker Light Six (incluye el modelo Standard Six) (1918-1927)
- Studebaker Commander (1927-1935, 1937-1958, 1964-1966)
- Studebaker President (1928-1942, 1955-1958)
- Studebaker Dictator/Director (1927-1937)
- Studebaker Champion (1939-1958)
- Studebaker Land Cruiser (1934-1954)
- Studebaker Conestoga (1954-1955)
- Studebaker Speedster (1955)
- Studebaker Scotsman (1957-1958)
- Hawk series:
  - Studebaker Golden Hawk (1956-1958)
  - Studebaker Silver Hawk (1957-1959)
  - Studebaker Sky Hawk (1956)
  - Studebaker Flight Hawk (1956)
  - Studebaker Power Hawk (1956)
  - Studebaker Hawk (1960-1961)
  - Studebaker Gran Turismo Hawk (1962-1964)
- Studebaker Lark (1959-1966) (incluye el Cruiser, el Daytona, el Commander y el Challenger de 1964-66 con base en Lark)
- Studebaker Avanti (1962-1964)
- Studebaker Wagonaire (1963-1966)

### Camiones Studebaker
- Studebaker GN Series (1929-1930)
- Studebaker S Series (1930-1934)
- Studebaker T Series (1934-1936)
- Studebaker W Series (1934-1936)
- Studebaker J Series (1937)
- Studebaker Coupe Express (1937-1939)
- Studebaker K Series (1938-1940)
- Studebaker M Series (1941-1942, 1945, 1946-1948)
- Studebaker US6 (1941-1945)
- Studebaker M29 Weasel (1942-1945)
- Studebaker 2R Series (1949-1953)
- Studebaker 3R Series (1954)
- Studebaker E Series Truck (1955-1964)
- Studebaker Transtar (1956-1958, 1960-1964)
- Studebaker Champ (1960-1964)
- Studebaker Zip Van (1964)
- REO M35 (de 1950 a 1964)

### Estilos de carrocería Studebaker
- Studebaker Starlight (1947-1955, 1958)
- Starliner
- Coupe Express

### Marcas de automóviles afiliadas
- Tincher: uno de los primeros constructores independientes de automóviles de lujo financiados por la inversión de Studebaker, 1903-1909
- Studebaker-Garford: coches con carrocería Studebaker, 1904-1911
- E-M-F: fabricante de automóviles independiente que comercializó sus vehículos a través de distribuidores de carruajes Studebaker, 1909-1912
- Erskine: Marca de automóvil producido por Studebaker, 1926-1930
- Pierce-Arrow: Propiedad de Studebaker 1928-1934[71]
- Rockne: Marca de automóvil producido por Studebaker, 1932-1933
- Packard: Socio de la fusión de 1954 con Studebaker
- Mercedes-Benz: Distribuido a través de la red de concesionarios Studebaker, 1958-1966

## Cronología de los modelos
| Cronología de los turismos de Studebaker, 1897-1967 |

|            | 1890s | 1890s | 1890s | 1890s | 1890s | 1890s | 1890s | 1890s | 1890s | 1890s | 1900s | 1900s | 1900s | 1900s               | 1900s               | 1900s               | 1900s               | 1900s               | 1900s               | 1900s               | 1910s               | 1910s               | 1910s               | 1910s          | 1910s          | 1910s          | 1910s          | 1910s          | 1910s           | 1910s           | 1920s           | 1920s           | 1920s           | 1920s           | 1920s           | 1920s           | 1920s           | 1920s           | 1920s               | 1920s               | 1930s               | 1930s               | 1930s               | 1930s               | 1930s               | 1930s               | 1930s               | 1930s               | 1930s               | 1930s               | 1940s               | 1940s               | 1940s         | 1940s         | 1940s         | 1940s         | 1940s                                             | 1940s                                             | 1940s                                             | 1940s                                             | 1950s                                             | 1950s                                             | 1950s                                             | 1950s                                             | 1950s                                             | 1950s                                             | 1950s                                             | 1950s                                             | 1950s                                             | 1950s    | 1960s    | 1960s    | 1960s       | 1960s       | 1960s       | 1960s       | 1960s       | 1960s       |           |      |
| 0          | 1     | 2     | 3     | 4     | 5     | 6     | 7     | 8     | 9     | 0     | 1     | 2     | 3     | 4                   | 5                   | 6                   | 7                   | 8                   | 9                   | 0                   | 1                   | 2                   | 3                   | 4              | 5              | 6              | 7              | 8              | 9               | 0               | 1               | 2               | 3               | 4               | 5               | 6               | 7               | 8               | 9                   | 0                   | 1                   | 2                   | 3                   | 4                   | 5                   | 6                   | 7                   | 8                   | 9                   | 0                   | 1                   | 2                   | 3             | 4             | 5             | 6             | 7                                                 | 8                                                 | 9                                                 | 0                                                 | 1                                                 | 2                                                 | 3                                                 | 4                                                 | 5                                                 | 6                                                 | 7                                                 | 8                                                 | 9                                                 | 0        | 1        | 2        | 3           | 4           | 5           | 6           | 7           |             |           |      |
| Eléctricos |       |       |       |       |       |       |       |       |       |       |       |       |       | Studebaker Electric | Studebaker Electric | Studebaker Electric | Studebaker Electric | Studebaker Electric | Studebaker Electric | Studebaker Electric | Studebaker Electric | Studebaker Electric | Studebaker Electric |                |                |                |                |                |                 |                 |                 |                 |                 |                 |                 |                 |                 |                 |                     |                     |                     |                     |                     |                     |                     |                     |                     |                     |                     |                     |                     |                     | 2.ª G Mundial | 2.ª G Mundial | 2.ª G Mundial | 2.ª G Mundial |                                                   |                                                   |                                                   |                                                   |                                                   |                                                   |                                                   |                                                   |                                                   |                                                   |                                                   |                                                   |                                                   |          |          |          |             |             |             |             |             |             |           |      |
| Four       |       |       |       |       |       |       |       |       |       |       |       |       |       |                     | Garford             | Garford             | Garford             | Garford             | Garford             | Garford             | Garford             | Garford             | E-M-F/Flanders      | E-M-F/Flanders | E-M-F/Flanders | E-M-F/Flanders | E-M-F/Flanders | E-M-F/Flanders | Light Four      | Light Four      | Light Four      | Light Four      | Light Four      | Light Four      | Light Four      | Light Four      | Light Four      | Light Four      |                     |                     |                     |                     |                     |                     |                     |                     |                     |                     |                     |                     |                     |                     | 2.ª G Mundial | 2.ª G Mundial | 2.ª G Mundial | 2.ª G Mundial |                                                   |                                                   |                                                   |                                                   |                                                   |                                                   |                                                   |                                                   |                                                   |                                                   |                                                   |                                                   |                                                   |          |          |          |             |             |             |             |             |             |           |      |
| Camionetas |       |       |       |       |       |       |       |       |       |       |       |       |       |                     |                     |                     |                     |                     |                     |                     |                     |                     |                     |                |                |                |                |                |                 |                 |                 |                 |                 |                 |                 |                 |                 |                 |                     |                     |                     |                     |                     |                     |                     |                     |                     | Cupé Express        | Cupé Express        | Cupé Express        | Cupé Express        | Cupé Express        | 2.ª G Mundial | 2.ª G Mundial | 2.ª G Mundial | 2.ª G Mundial |                                                   |                                                   |                                                   |                                                   |                                                   |                                                   |                                                   |                                                   |                                                   |                                                   | Transtar                                          | Transtar                                          | Transtar                                          | Transtar | Transtar | Transtar | Transtar    | Transtar    | Transtar    |             |             |             |           |      |
| Camionetas |       |       |       |       |       |       |       |       |       |       |       |       |       |                     |                     |                     |                     |                     |                     |                     |                     |                     |                     |                |                |                |                |                |                 |                 |                 |                 |                 |                 |                 |                 |                 |                 |                     |                     |                     |                     |                     |                     |                     |                     |                     |                     |                     |                     | M-series            | M-series            | 2.ª G Mundial | 2.ª G Mundial | 2.ª G Mundial | 2.ª G Mundial | M-series                                          | M-series                                          | M-series                                          | M-series                                          | M-series                                          | M-series                                          | M-series                                          | M-series                                          | M-series                                          | E-series                                          | E-series                                          | E-series                                          | E-series                                          | E-series | Champ    | Champ    | Champ       | Champ       | Champ       |             |             |             |           |      |
| Familiares |       |       |       |       |       |       |       |       |       |       |       |       |       |                     |                     |                     |                     |                     |                     |                     |                     |                     |                     |                |                |                |                |                |                 |                 |                 |                 |                 |                 |                 |                 |                 |                 |                     |                     |                     |                     |                     |                     |                     |                     |                     |                     |                     |                     |                     |                     | 2.ª G Mundial | 2.ª G Mundial | 2.ª G Mundial | 2.ª G Mundial |                                                   |                                                   |                                                   |                                                   |                                                   |                                                   |                                                   |                                                   | Conestoga                                         | Conestoga                                         |                                                   |                                                   |                                                   |          |          |          |             | Wagonaire   | Wagonaire   | Wagonaire   | Wagonaire   | Wagonaire   | Wagonaire |      |
| Six        |       |       |       |       |       |       |       |       |       |       |       |       |       |                     |                     |                     |                     |                     |                     |                     |                     |                     |                     |                |                |                |                |                | Light Six       | Light Six       | Light Six       | Light Six       | Light Six       | Light Six       | Standard Six    | Standard Six    | Standard Six    | Standard Six    | Dictator            | Dictator            | Dictator            | Dictator            | Dictator            | Dictator            | Dictator            | Dictator            | Dictator            | Dictator            | Champion            | Champion            | Champion            | Champion            | 2.ª G Mundial | 2.ª G Mundial | 2.ª G Mundial | 2.ª G Mundial | Champion                                          | Champion                                          | Champion                                          | Champion                                          | Champion                                          | Champion                                          | Champion                                          | Champion                                          | Champion                                          | Champion                                          | Champion                                          | Champion                                          | Champion                                          | Lark     | Lark     | Lark     | Lark        | Lark        | Lark        | Lark        | Lark        | Lark        | Lark      | Lark |
| Six        |       |       |       |       |       |       |       |       |       |       |       |       |       |                     |                     |                     |                     |                     |                     |                     |                     |                     |                     |                |                |                |                |                | Special Six     | Special Six     | Special Six     | Special Six     | Special Six     | Special Six     | Special Six     | Special Six     | Special Six     | Special Six     | Commander           | Commander           | Commander           | Commander           | Commander           | Commander           | Commander           | Commander           | Commander           | Commander           | Commander           | Commander           | Commander           | Commander           | 2.ª G Mundial | 2.ª G Mundial | 2.ª G Mundial | 2.ª G Mundial | Commander                                         | Commander                                         | Commander                                         | Commander                                         | Commander                                         | Commander                                         | Commander                                         | Commander                                         | Commander                                         | Commander                                         | Commander                                         | Commander                                         | Commander                                         |          |          |          |             | Commander   | Commander   | Commander   | Commander   | Commander   | Commander |      |
| Six        |       |       |       |       |       |       |       |       |       |       |       |       |       |                     |                     |                     |                     |                     |                     |                     |                     |                     |                     |                |                |                |                |                | Big Six         | Big Six         | Big Six         | Big Six         | Big Six         | Big Six         | Big Six         | Big Six         | Big Six         | Big Six         |                     |                     |                     |                     |                     | Land Cruiser        | Land Cruiser        | Land Cruiser        | Land Cruiser        | Land Cruiser        | Land Cruiser        | Land Cruiser        | Land Cruiser        | Land Cruiser        | 2.ª G Mundial | 2.ª G Mundial | 2.ª G Mundial | 2.ª G Mundial | Land Cruiser                                      | Land Cruiser                                      | Land Cruiser                                      | Land Cruiser                                      | Land Cruiser                                      | Land Cruiser                                      | Land Cruiser                                      | Land Cruiser                                      | Land Cruiser                                      |                                                   |                                                   |                                                   | Scotsman                                          | Scotsman |          |          |             |             |             |             |             |             |           |      |
| Six        |       |       |       |       |       |       |       |       |       |       |       |       |       |                     |                     |                     |                     |                     |                     |                     |                     |                     |                     |                |                |                |                |                | Big Six/Erskine | Big Six/Erskine | Big Six/Erskine | Big Six/Erskine | Big Six/Erskine | Big Six/Erskine | Big Six/Erskine | Big Six/Erskine | Big Six/Erskine | Big Six/Erskine | President/Rockne    | President/Rockne    | President/Rockne    | President/Rockne    | President/Rockne    | President/Rockne    | President/Rockne    | President/Rockne    | President/Rockne    | President/Rockne    | President/Rockne    | President/Rockne    | President/Rockne    | President/Rockne    | 2.ª G Mundial | 2.ª G Mundial | 2.ª G Mundial | 2.ª G Mundial |                                                   |                                                   |                                                   |                                                   |                                                   |                                                   |                                                   |                                                   |                                                   | President                                         | President                                         | President                                         | President                                         |          |          |          |             |             |             |             |             |             |           |      |
| Eight      |       |       |       |       |       |       |       |       |       |       |       |       |       |                     |                     |                     |                     |                     |                     |                     |                     |                     |                     |                |                |                |                |                |                 |                 |                 |                 |                 |                 |                 |                 |                 |                 | Commander/President | Commander/President | Commander/President | Commander/President | Commander/President | Commander/President | Commander/President | Commander/President | Commander/President | Commander/President | Commander/President | Commander/President | Commander/President | Commander/President | 2.ª G Mundial | 2.ª G Mundial | 2.ª G Mundial | 2.ª G Mundial | Commander/Starlight/Starliner/Speedster/President | Commander/Starlight/Starliner/Speedster/President | Commander/Starlight/Starliner/Speedster/President | Commander/Starlight/Starliner/Speedster/President | Commander/Starlight/Starliner/Speedster/President | Commander/Starlight/Starliner/Speedster/President | Commander/Starlight/Starliner/Speedster/President | Commander/Starlight/Starliner/Speedster/President | Commander/Starlight/Starliner/Speedster/President | Commander/Starlight/Starliner/Speedster/President | Commander/Starlight/Starliner/Speedster/President | Commander/Starlight/Starliner/Speedster/President | Commander/Starlight/Starliner/Speedster/President |          |          |          | Avanti/Lark | Avanti/Lark | Avanti/Lark | Avanti/Lark | Avanti/Lark | Avanti/Lark |           |      |
| Cupé       |       |       |       |       |       |       |       |       |       |       |       |       |       |                     |                     |                     |                     |                     |                     |                     |                     |                     |                     |                |                |                |                |                |                 |                 |                 |                 |                 |                 |                 |                 |                 |                 |                     |                     |                     |                     |                     |                     |                     |                     |                     |                     |                     |                     |                     |                     | 2.ª G Mundial | 2.ª G Mundial | 2.ª G Mundial | 2.ª G Mundial |                                                   | Starlight                                         | Starlight                                         | Starlight                                         | Starlight                                         | Starlight                                         | Starlight                                         | Starliner                                         | Starliner                                         | Speedster                                         | Speedster                                         |                                                   |                                                   |          |          |          | Avanti      | Avanti      | Avanti      | Avanti      | Avanti      | Avanti      |           |      |